# Liste der Biografien/Ort
Liste der Biografien |
Portal Biografien |
Personensuche
# |
A |
B |
C |
D |
E |
F |
G |
H |
I |
J |
K |
L |
M |
N |
O |
P |
Q |
R |
S |
T |
U |
V |
W |
X |
Y |
Z |
?
 
Oa |
Ob |
Oc |
Od |
Oe |
Of |
Og |
Oh |
Oi |
Oj |
Ok |
Ol |
Om |
On |
Oo |
Op |
Oq |
Or |
Os |
Ot |
Ou |
Ov |
Ow |
Ox |
Oy |
Oz
 
Ora |
Orb |
Orc |
Ord |
Ore |
Orf |
Org |
Orh |
Ori |
Orj |
Ork |
Orl |
Orm |
Orn |
Oro |
Orp |
Orr |
Ors |
Ort |
Oru |
Orv |
Orw |
Orx |
Ory |
Orz
Die Liste der Biografien führt alle Personen auf, die in der deutschsprachigen Wikipedia einen Artikel haben. Dieses ist eine Teilliste mit 589 Einträgen von Personen, deren Namen mit den Buchstaben „Ort“ beginnt.

## Ort
- Ort, Bastiaan (1854–1927), niederländischer Jurist und Politiker, Justizminister
- Ort, Claus-Michael (* 1956), deutscher Germanist
- Ort, Hans († 2000), deutscher Kommunalpolitiker (CSU)
- Ort, Jiří (* 1946), tschechisch-österreichischer Hörspielautor
- Ort, Kilian (* 1996), deutscher Tischtennisspieler
- Ort, Nina (* 1966), deutsche Germanistin

### Orta
- Orta, Deniz (* 1991), deutsche Schauspielerin und Hörspielsprecherin
- Orta, Garcia da († 1568), Pionier der Botanik und Pharmazie
- Orta, Jorge (* 1953), argentinischer bildender Künstler
- Orta, Lucy (* 1966), britische bildende Künstlerin
- Orta, Luis (* 1994), kubanischer Ringer
- Orta, Teresa Margarida da Silva e († 1792), brasilianische Schriftstellerin
- Ortaç, Özgür (* 2001), türkischer Fußballspieler
- Ortaç, Serdar (* 1970), türkischer PopsängerSerdar Ortaç (* 1970)

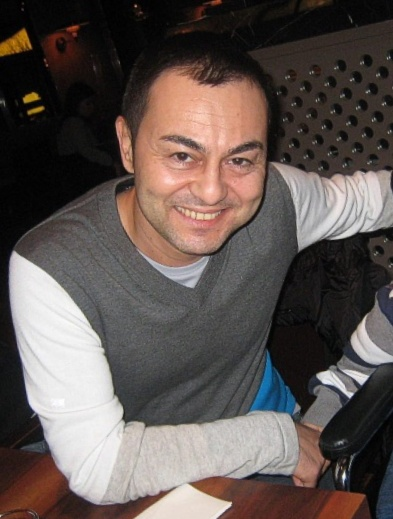
Serdar Ortaç (* 1970)

- Ortaçgil, Bülent (* 1950), türkischer Sänger und Komponist
- Ortag, Christian (* 1995), deutscher Fußballspieler
- Ortak, Berk (* 1997), türkischer Fußballspieler
- Ortak, Svaba (* 1992), österreichischer Rapper und Hip-Hop-Musiker
- Ortakaya, Çağrı (* 1989), türkischer Fußballspieler
- Ortakçı, Ergun (* 1959), türkischer Fußballspieler und -trainer
- Ortal, französische Sängerin
- Ortal, Jerónimo de, spanischer Konquistador und Gouverneur der Provinz Paria
- Ortalli, Gherardo (* 1943), italienischer Historiker
- Ortallo, Anton (1777–1844), deutscher Staatsbeamter, kurpfälzischer Amtmann, Oberamtmann in Eppingen
- Ortaylı, İlber (* 1947), türkischer Historikerİlber Ortaylı (* 1947)

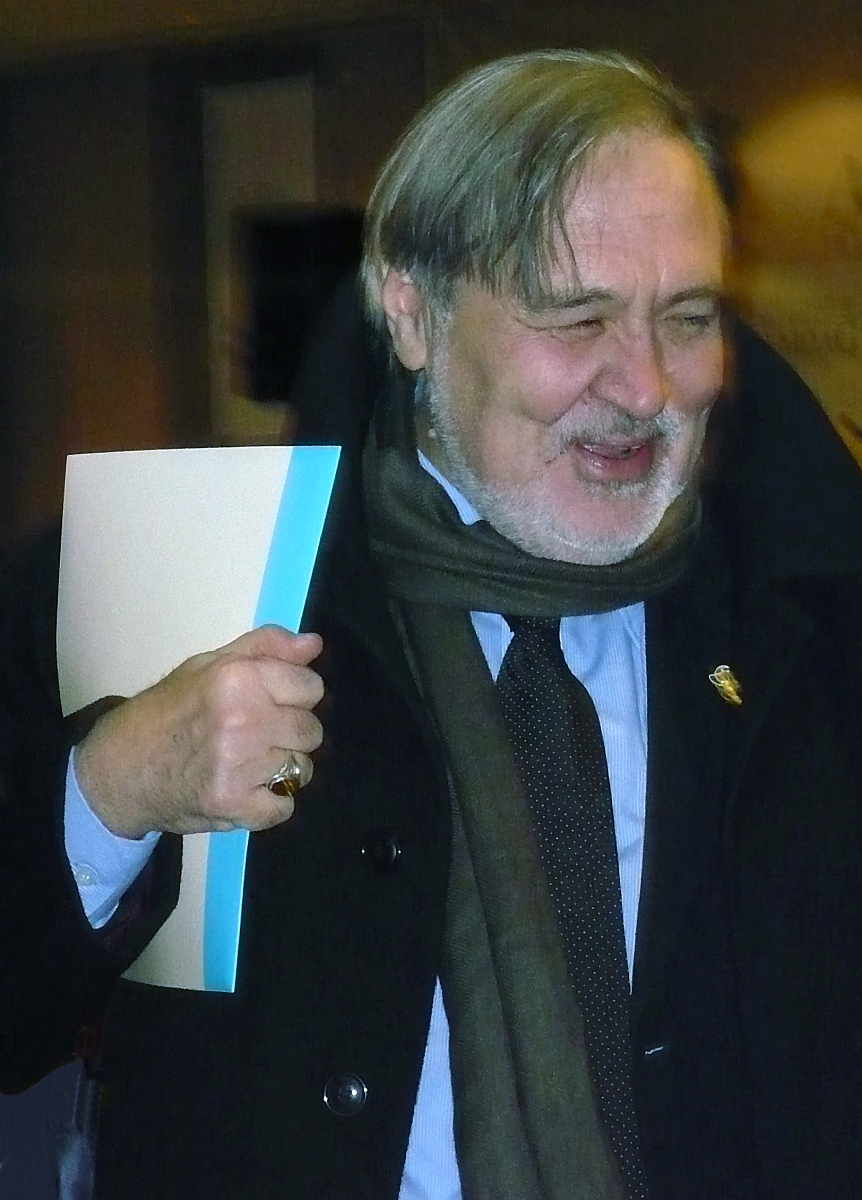
İlber Ortaylı (* 1947)

### Ortb
- Ortberg, John (* 1957), US-amerikanischer Psychologe, evangelischer Theologe, Bestsellerautor, Referent und Seniorpastor der Menlo Park Presbyterian Church (MPPC)

### Orte
- Ortega Camarena, Melchor (1896–1971), mexikanischer Politiker
- Ortega Díaz, César Alfonso (* 1969), mexikanischer Geistlicher, römisch-katholischer Bischof von Linares
- Ortega Díaz, Luisa (* 1958), venezolanische Staatsanwältin
- Ortega Díaz, Pedro (1914–2006), venezolanischer Politiker und Präsident der Kommunistischen Partei Venezuelas
- Ortega Ezcurdia, Manuel (* 2005), spanischer Handballspieler
- Ortega Flores, Salvador (1920–1972), mexikanischer Architekt, Stadtplaner und Lehrer
- Ortega Franco, Antonio (1941–2022), mexikanischer Ordensgeistlicher und römisch-katholischer Weihbischof in Mexiko
- Ortega Guarda, Yeray (* 1979), spanischer Fußballspieler
- Ortega Gutiérrez, Antonio (1888–1939), spanischer republikanischer Oberst, Präsident des Madrid FC
- Ortega Herrera, César Ramón (1938–2021), venezolanischer Geistlicher, römisch-katholischer Bischof von Barcelona
- Ortega Martín, Alberto (* 1962), spanischer Geistlicher, römisch-katholischer Erzbischof und Diplomat des Heiligen Stuhls
- Ortega Mera, Sandra (* 1968), spanische Unternehmerin und Milliardärin
- Ortega Moreno, Stefan (* 1992), deutsch-spanischer FußballspielerStefan Ortega Moreno (* 1992)

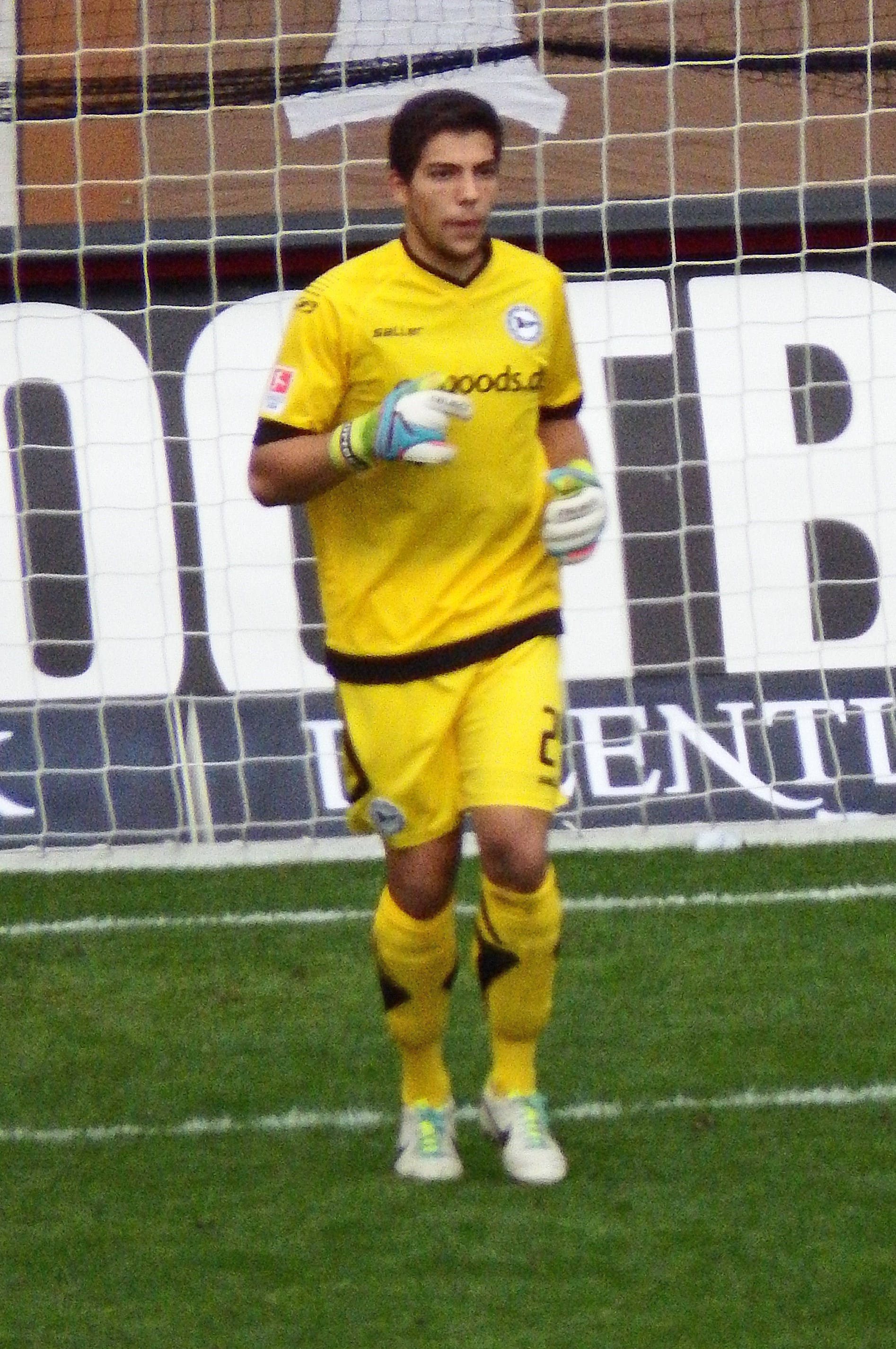
Stefan Ortega Moreno (* 1992)

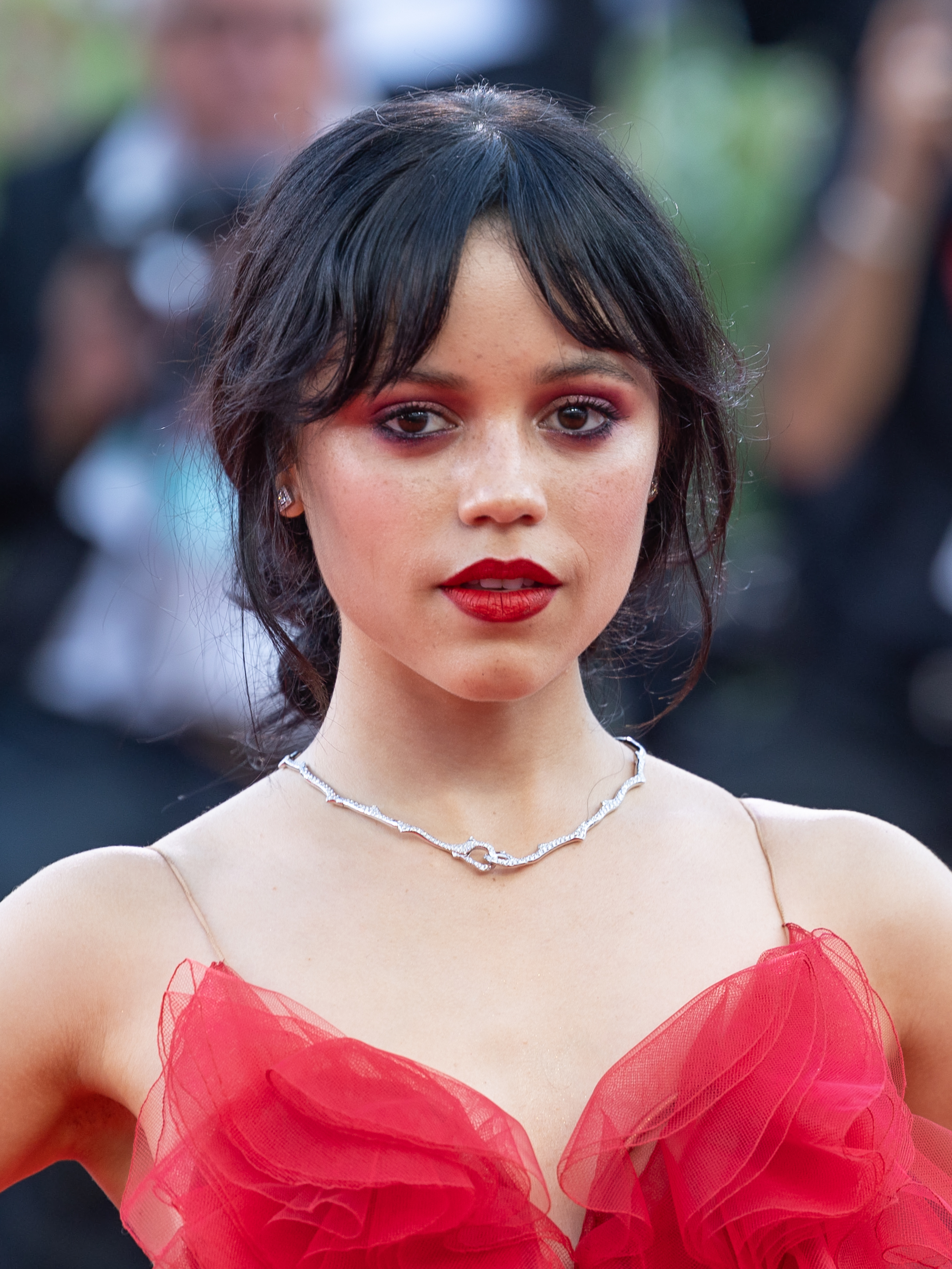
Jenna Ortega (* 2002)

- Ortega Ocaña, Manuel (* 1981), spanischer Straßenradrennfahrer
- Ortega Olmedo, Roberto (* 1991), spanischer Tennisspieler
- Ortega Ortega, Fernando (* 1973), ecuadorianischer römisch-katholischer Geistlicher und Weihbischof in Cuenca
- Ortega Portales, Pascual (1839–1899), chilenischer Maler
- Ortega Quero, Ramón (* 1988), spanischer Oboist
- Ortega Sánchez, Oscar (* 1962), deutscher Schauspieler spanischer Abstammung
- Ortega Smith, Javier (* 1968), spanischer Politiker und Rechtsanwalt
- Ortega Torres, José (* 1943), spanischer Autor
- Ortega Trinidad, José María (* 1950), peruanischer römisch-katholischer Geistlicher, emeritierter Prälat von Juli
- Ortega y Escacena, Diego († 1693), römisch-katholischer Ordensgeistlicher und Apostolischer Vikar von Marokko
- Ortega y Gasset, José (1883–1955), spanischer Philosoph, Soziologe und EssayistJosé Ortega y Gasset (1883–1955)

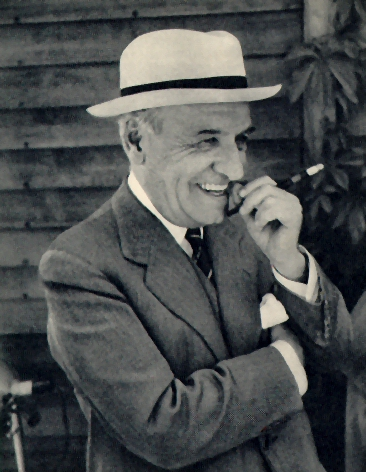
José Ortega y Gasset (1883–1955)

- Ortega y Gasset, Rafaela (1884–1940), spanische Philanthropin und Humanistin
- Ortega y Montañés, Juan (1627–1708), Erzbischof von Mexiko und Vizekönig von Neuspanien
- Ortega, Albert (* 1998), spanischer Skirennläufer
- Ortega, Amadeo (1905–1983), paraguayischer Fußballspieler
- Ortega, Amancio (* 1936), spanischer Textilunternehmer
- Ortega, Ana Teresa (* 1952), spanische Fotografin und Objektkünstlerin
- Ortega, Andrew (* 2005), US-amerikanischer Schauspieler
- Ortega, Anthony (1928–2022), US-amerikanischer Jazz-Musiker (Bassklarinette, Klarinette, Saxophon und Flöte), Bandleader und Komponist

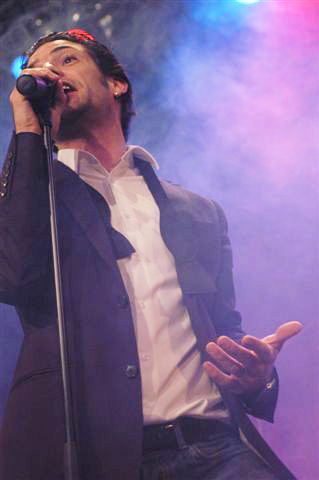
Manuel Ortega (* 1980)

- Ortega, Antonio Carlos (* 1971), spanischer Handballspieler und Handballtrainer
- Ortega, Ariel (* 1974), argentinischer Fußballspieler
- Ortega, Asia (* 1995), spanische Schauspielerin
- Ortega, Austin (* 1994), US-amerikanischer Eishockeyspieler
- Ortega, Brian (* 1991), US-amerikanischer Mixed-Martial-Arts-Kämpfer
- Ortega, Camilo (1950–1978), nicaraguanischer Guerillero und Comandante der Frente Sandinista de Liberación Nacional (FSLN)
- Ortega, Carlos, venezolanischer Gewerkschafts- und Politführer
- Ortega, Carlos (* 1957), spanischer Dichter, Literaturkritiker, Essayist und Übersetzer
- Ortega, Casimiro Gómez (1741–1818), spanischer Botaniker
- Ortega, Charles (1925–2006), französischer Maler und Keramiker
- Ortega, Cristian (* 2000), kolumbianischer Radrennfahrer
- Ortega, Cristóbal (1956–2025), mexikanischer Fußballspieler
- Ortega, Damián (* 1967), mexikanischer Künstler
- Ortega, Daniel (* 1945), nicaraguanischer Politiker, Präsident von Nicaragua und Vorsitzender der SandinistasDaniel Ortega (* 1945)

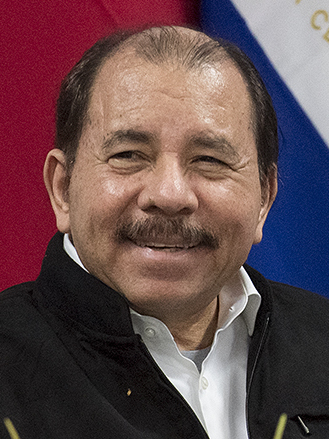
Daniel Ortega (* 1945)

- Ortega, David (* 1979), spanischer Schwimmer
- Ortega, David (* 1985), deutscher Fernsehdarsteller, Model und Fernsehmoderator
- Ortega, Deniran (* 1986), nigerianischer Fußballspieler
- Ortega, Didac Orts (* 1982), spanischer Radrennfahrer
- Ortega, Flavio (1944–2007), brasilianisch-honduranischer Fußballspieler und Fußballtrainer
- Ortega, Ginesa (* 1967), spanische Sängerin
- Ortega, Guillermo (* 1911), mexikanischer Fußballspieler
- Ortega, Humberto (1947–2024), nicaraguanischer Guerillero, Politiker und Militär
- Ortega, Jaime (1936–2019), kubanischer Geistlicher, Kardinal der römisch-katholischen Kirche und Erzbischof von Havanna
- Ortega, Jenna (* 2002), US-amerikanische SchauspielerinJenna Ortega (* 2002)
- Ortega, Joaquín (* 1981), spanischer Straßenradrennfahrer
- Ortega, Jorge (* 1948), mexikanischer Fußballspieler
- Ortega, José Mercedes (1856–1933), chilenischer Maler
- Ortega, Juan Carlos (* 1967), mexikanischer Fußballspieler
- Ortega, Katherine D. (* 1934), US-amerikanische Bänkerin und Regierungsbeamtin
- Ortega, Kenny (* 1950), US-amerikanischer Choreograph
- Ortega, Kevin (* 1992), peruanischer Fußballschiedsrichter
- Ortega, Lex (* 1980), mexikanischer Filmregisseur, Tontechniker und Drehbuchautor
- Ortega, Lexy (* 1960), kubanischer Schachspieler
- Ortega, Liliana (* 1965), venezolanische Hochschullehrerin und Menschenrechtsaktivistin
- Ortega, Luis (* 1980), argentinischer Filmregisseur und Drehbuchautor
- Ortega, Manuel (* 1980), österreichischer Sänger und EntertainerManuel Ortega (* 1980)
- Ortega, Mariano (* 1971), spanischer Handballspieler und -trainer
- Ortega, Marta (* 1997), spanische Padelspielerin
- Ortega, Mauricio (* 1980), kolumbianischer Straßenradrennfahrer
- Ortega, Mauricio (* 1994), kolumbianischer Diskuswerfer
- Ortega, Michael (* 1991), kolumbianischer Fußballspieler
- Ortega, Orlando (* 1991), spanischer Leichtathlet
- Ortega, Óscar (* 1990), argentinischer Fußballspieler
- Ortega, Rafael (* 1950), panamaischer Boxer im Federgewicht
- Ortega, Rafael, mexikanischer Fußballspieler
- Ortega, Rogelio (* 1915), kubanischer Schachspieler
- Ortega, Sebastián (* 1987), mexikanischer Eishockeyspieler
- Ortega, Sergio (1938–2003), chilenischer Komponist und Pianist
- Ortega, Simone (1919–2008), spanische Autorin verschiedener Kochbücher
- Ortega, Taylor (* 1989), US-amerikanische Schauspielerin und KomikerinTaylor Ortega (* 1989)

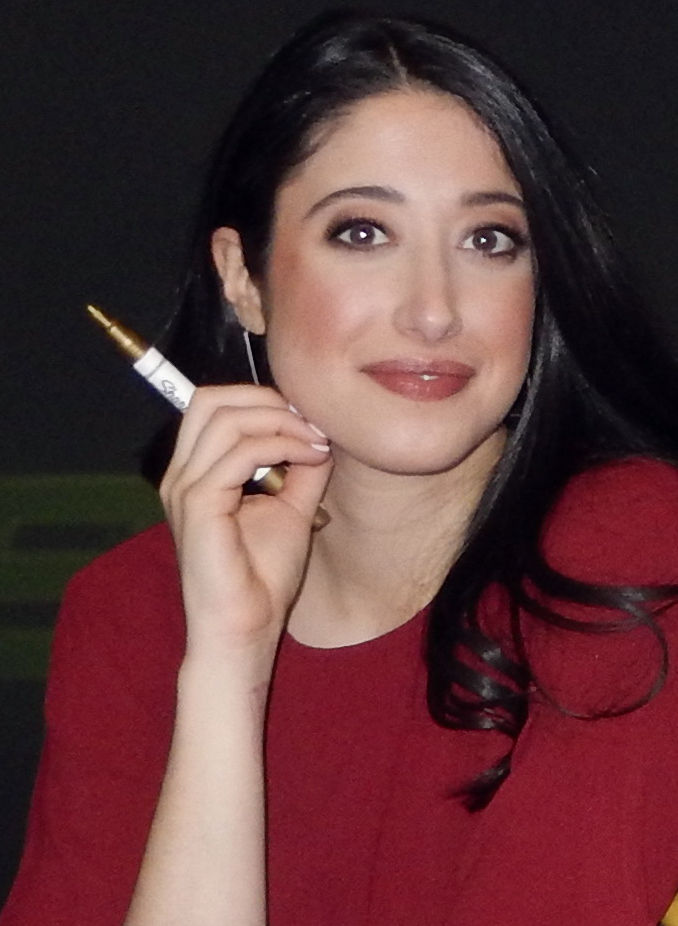
Taylor Ortega (* 1989)

- Ortega, Víctor (* 1988), kolumbianischer Wasserspringer
- Ortega, Washington (* 1994), uruguayischer Fußballspieler
- Ortega, Yober (* 1965), venezolanischer Boxer im Superbantamgewicht
- Ortegón, Julio-César (* 1968), kolumbianischer Radrennfahrer
- Ortegoza, Ulises (* 1997), argentinisch-chilenischer Fußballspieler
- Örtegren, Ruben (1881–1965), schwedischer Sportschütze
- Orteig, Raymond (1870–1939), US-amerikanischer Unternehmer
- Ortel, Felix (1852–1940), deutscher Reichsbankdirektor und Politiker (NLP), MdR
- Ortel, Herbert (1902–1972), deutscher Maler, Illustrator und Dichter
- Ortel, Holger (* 1951), deutscher Politiker (SPD), MdB
- Ortel, Nils (* 2004), deutscher Fußballspieler
- Ortel, Patrick (* 1990), deutscher Radio- und Fernsehmoderator
- Ortel, Tomáš (* 1975), tschechischer rechtsextremer Sänger
- Ortelius, Abraham (1527–1598), flämischer Geograph und KartographAbraham Ortelius (1527–1598)

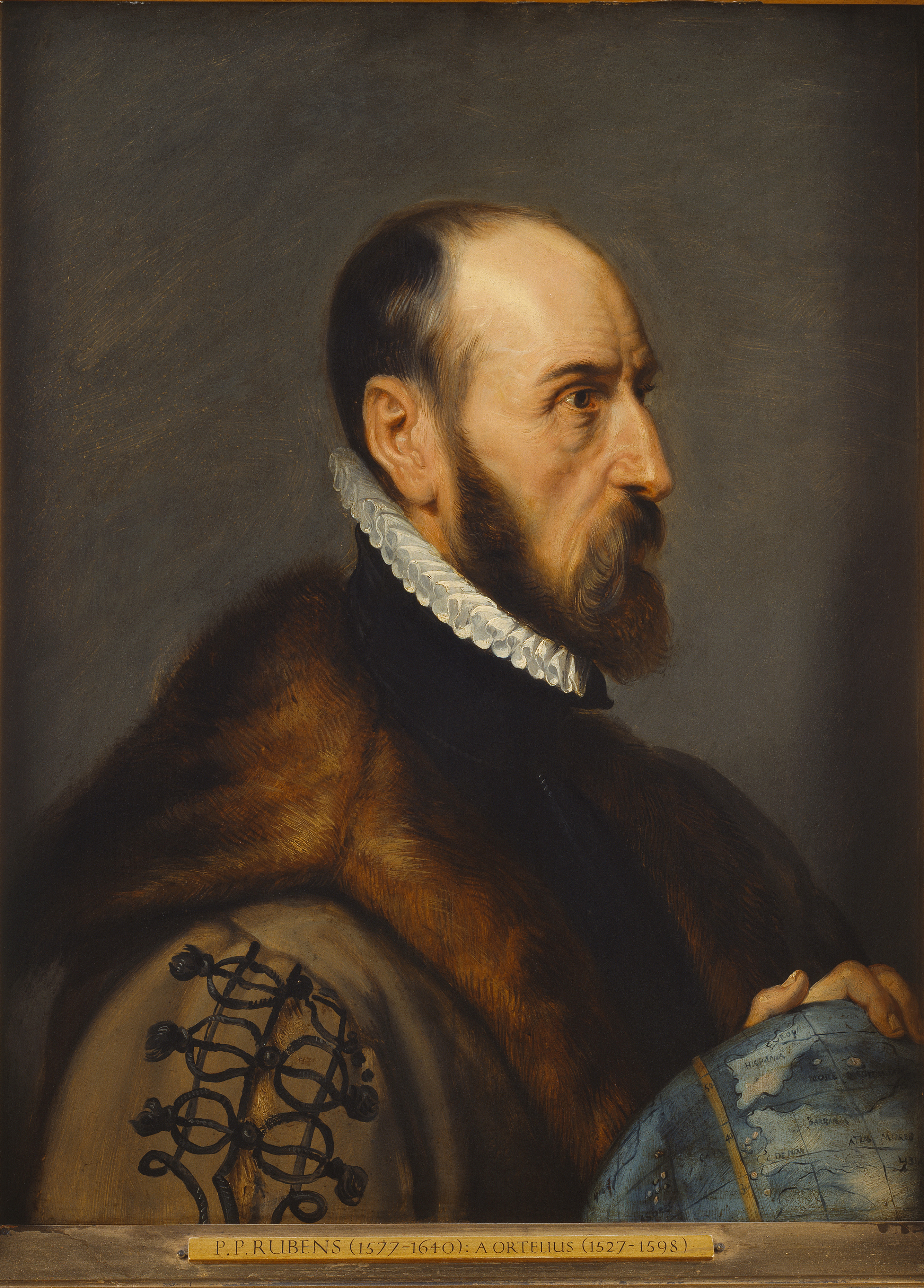
Abraham Ortelius (1527–1598)

- Ortelli, Arnaldo (1913–1986), Schweizer Fußballspieler
- Ortelli, Dyana (* 1961), mexikanische Schauspielerin, Synchronsprecherin, Komikerin und Moderatorin
- Ortelli, Kristian (* 2006), deutscher Basketballspieler
- Ortelli, Luca (* 1956), Schweizer Architekt und Universitätsprofessor
- Ortelli, Pio (1910–1963), Schweizer Pädagoge und Schriftsteller
- Ortelli, Stéphane (* 1970), monegassischer Automobilrennfahrer
- Ortelli, Toni (1904–2000), italienischer Alpinist, Dirigent und Komponist
- Ortelli, Vito (1921–2017), italienischer Radrennfahrer
- Ortelt, Karl (1907–1972), deutscher Maler und Grafiker
- Órteman, Sergio (* 1978), uruguayischer Fußballspieler
- Orten, Helge (* 1966), norwegischer Politiker
- Orten, Jiří (1919–1941), tschechischer Dichter
- Ortenau, Gustav (1864–1950), deutscher Generaloberarzt, Lungenfacharzt
- Ortenberg, Heinz von (1878–1959), deutscher Militärarzt in Südwestafrika und Autor
- Ortenburg, Alram Karl Gottfried Hans Ladislaus Graf zu (1925–2007), deutscher Jäger, Politiker (CSU) und Begründer der Wildparks Tambach und Ortenburg
- Ortenzi, Jazmín (* 2001), argentinische Tennisspielerin
- Orter, Friedrich (* 1949), österreichischer JournalistFriedrich Orter (* 1949)

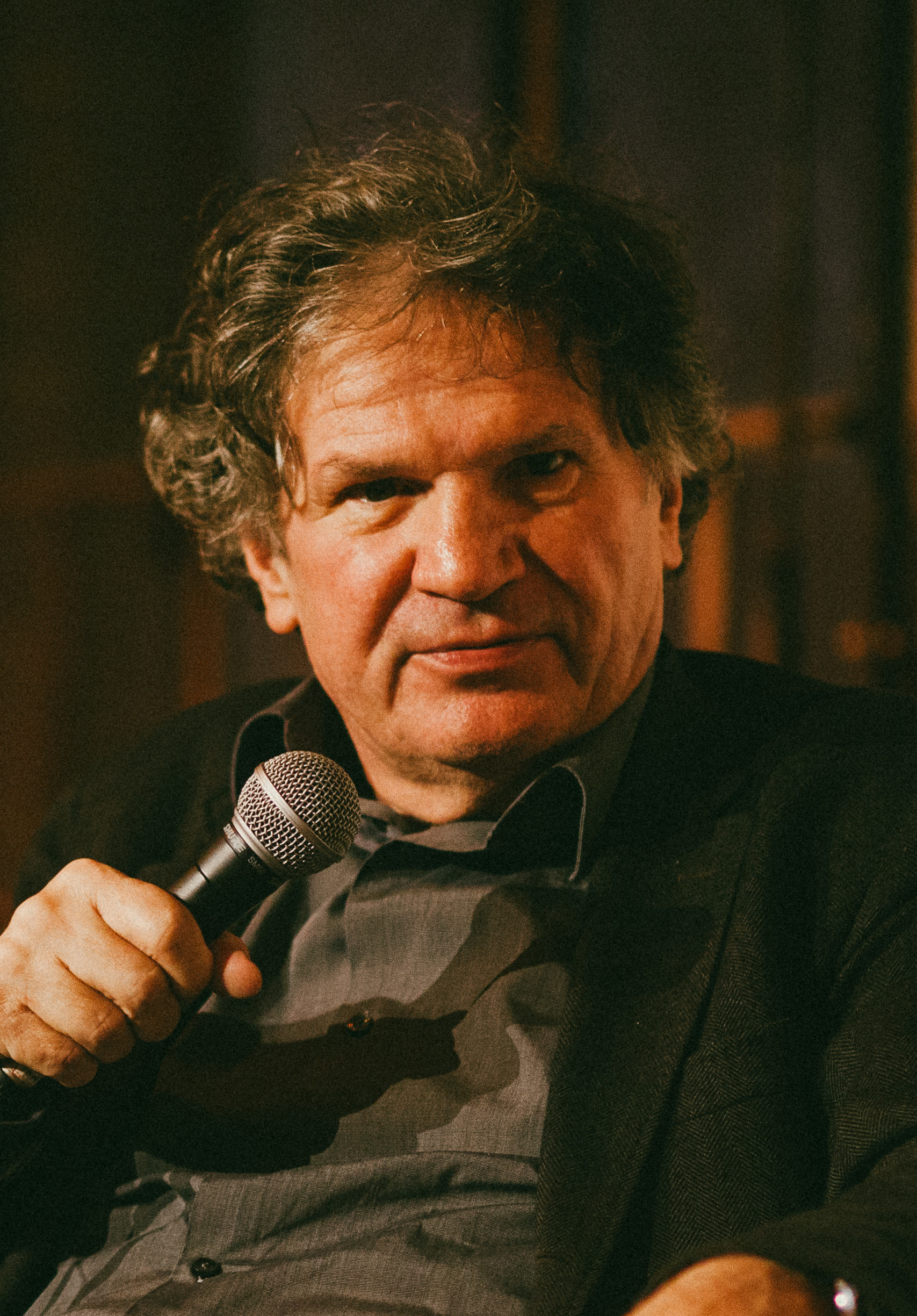
Friedrich Orter (* 1949)

- Orter, Philipp (* 1994), österreichischer Nordischer Kombinierer
- Orterer, Georg von (1849–1916), deutscher Politiker (Zentrum), MdR
- Orterer, Hans (* 1948), deutscher Militärmusiker
- Ortes, Giammaria (1713–1790), venetianischer Gelehrter, Komponist und Mönch
- Ortese, Anna Maria (1914–1998), italienische Schriftstellerin
- Ortez Colindres, Enrique (1931–2022), honduranischer Diplomat

### Ortg
- Ortgies, Eduard (1829–1916), deutscher Botaniker
- Ortgies, Eduard (1859–1896), Schweizer Maler
- Ortgies, Friedhelm (* 1950), deutscher Politiker (CDU), MdL
- Ortgies, Heinrich († 1937), deutscher Waffenkonstrukteur und Unternehmer
- Ortgies, Ibo (* 1960), deutsch-schwedischer Musikwissenschaftler
- Ortgies, Inse-Marie (1944–2022), deutsche Politikerin (CDU), MdL
- Ortgies, Lisa (* 1966), deutsche Fernsehjournalistin, Kolumnistin und Buchautorin
- Ortgies, Vida (1858–1955), Schweizer Landschaftsmalerin

### Orth
- Orth ab Hagen, Conrad († 1589), deutscher Jurist, Rektor der Universität Köln
- Orth, Adam (1890–1978), deutscher Komponist und Musikpädagoge
- Orth, Albert (1835–1915), deutscher Agronom und Begründer der landwirtschaftlichen Kartographie
- Orth, Anders (* 1962), deutscher Musiker, Komponist, Autor, Schauspieler und Regisseur
- Orth, Andreas (* 1957), deutscher Fernsehjournalist und Autor
- Orth, August (1828–1901), deutscher Architekt
- Orth, August von (1748–1807), deutscher Kaufmann in Heilbronn
- Orth, Christian (* 1977), deutscher Altphilologe und Hochschullehrer
- Orth, Christian (* 1991), deutscher Journalist und Rundfunkmoderator
- Orth, Clemens, deutscher Jazzmusiker
- Orth, David (* 1965), kanadischer Schauspieler
- Orth, Eduard (1830–1895), deutscher Kreisdirektor
- Orth, Eduard (1902–1968), deutscher Volkswirt, Unternehmer und Politiker (CDU), MdB, MdL, rheinland-pfälzischer Landesminister
- Orth, Elisabeth (1921–1976), deutsche Politikerin (SPD), MdB, MdEP
- Orth, Elisabeth (1936–2025), österreichische SchauspielerinElisabeth Orth (1936–2025)

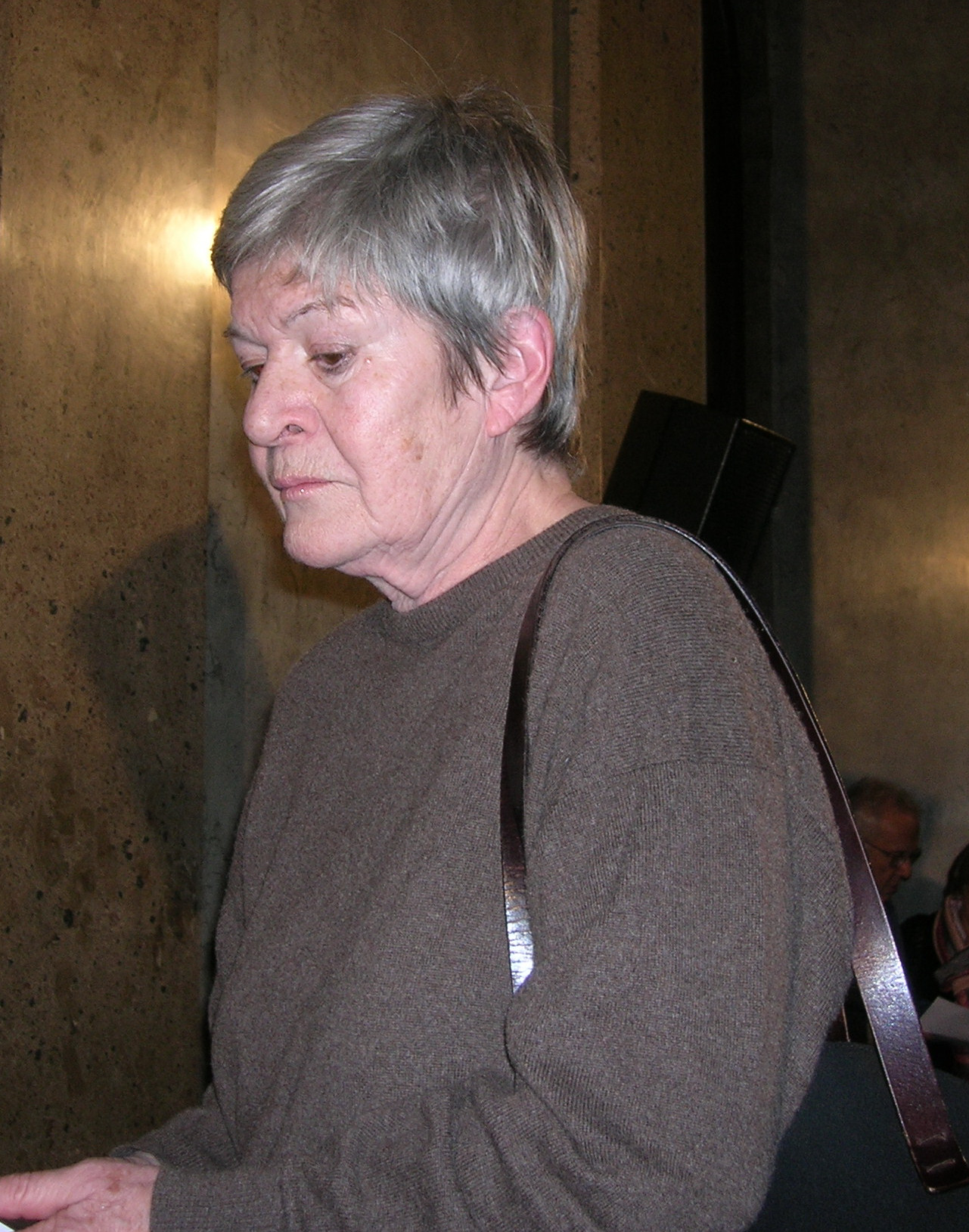
Elisabeth Orth (1936–2025)

- Orth, Elsbet (1937–1991), deutsche Historikerin
- Orth, Emil (1814–1876), deutscher Kunstmaler, Porträtmaler, Lithograf und Fotograf
- Orth, Ernst (1870–1941), deutscher Offizier, zuletzt Konteradmiral der Kaiserlichen Marine
- Orth, Ernst Wolfgang (1936–2024), deutscher Philosoph und Hochschullehrer
- Orth, Ferdinand (1856–1922), deutscher Althistoriker und Gymnasiallehrer
- Orth, Florian (* 1989), deutscher Leichtathlet
- Orth, Frank (1880–1962), US-amerikanischer Schauspieler
- Orth, Georg Heinrich (1698–1769), Bürgermeister von Heilbronn (1754–1769)
- Orth, Gérard (1936–2023), französischer Virologe
- Orth, Godlove Stein (1817–1882), US-amerikanischer Diplomat und Politiker
- Orth, Günther (* 1963), deutscher Arabist, Übersetzer, Literaturwissenschaftler
- Orth, György (1901–1962), ungarischer Fußballspieler und -trainer
- Orth, Heide (* 1942), deutsche Tennisspielerin
- Orth, Heinrich Karl Philibert (1733–1795), Bürgermeister von Heilbronn (1794/95)
- Orth, Hermann (1903–1968), deutscher Jurist
- Orth, Ilse (* 1936), deutsche Psychotherapeutin, Leibtherapeutin und Protagonistin der Kunsttherapie
- Orth, Jan F. (* 1974), deutscher Richter und Rechtswissenschaftler
- Orth, Johann Bernhard (1677–1734), Bürgermeister von Heilbronn
- Orth, Johann Heinrich (1653–1733), Bürgermeister/Heilbronn
- Orth, Johann Philipp (1582–1635), Bürgermeister von Heilbronn (1633–1635)
- Orth, Johann Philipp (1658–1733), Politiker Reichsstadt Frankfurt
- Orth, Johann Philipp (1698–1783), deutscher Jurist und Historiker der Reichsstadt Frankfurt am Main
- Orth, Johannes (1847–1923), deutscher Arzt und Pathologe
- Orth, Johannes (* 1902), deutscher Verwaltungsjurist und Ministerialbeamter
- Orth, Karin (* 1963), deutsche Historikerin
- Orth, Karl (1869–1942), deutscher Maler
- Orth, Karl-Adolf (1939–2017), deutscher Bürgermeister und Landrat
- Orth, Klaus (* 1953), deutscher Kommunalpolitiker (SPD)
- Orth, Lorenz (1872–1955), deutscher Lehrer und Kommunalpolitiker (Deutsche Zentrumspartei)
- Orth, Maren (* 1990), deutsche Leichtathletin
- Orth, Markus (* 1964), deutscher Manager
- Orth, Neele Mara (* 2002), deutsche Handballspielerin
- Orth, Norbert (1939–2023), deutscher Opernsänger (Tenor)
- Orth, Oscar (1876–1958), deutscher Chirurg
- Orth, Otto (1826–1903), deutscher Jurist, Richter und Kommunalpolitiker
- Orth, Patrick (* 1968), deutscher Kameramann
- Orth, Peter (* 1964), deutscher Mittellateinischer Philologe
- Orth, Philipp (1534–1603), Bürgermeister von Heilbronn (1574–1603)
- Orth, Philipp der Jüngere (1567–1622), Bürgermeister/Heilbronn
- Orth, Rainer, Schweizer Historiker
- Orth, Robert (* 1968), deutscher Politiker (FDP), MdL
- Orth, Siegfried (* 1902), deutscher Verwaltungsjurist
- Orth, Stefan (* 1966), deutscher Fußballfunktionär und Unternehmer
- Orth, Stefan (* 1968), deutscher katholischer Theologe und Publizist
- Orth, Stephan (* 1979), deutscher Journalist und Buchautor
- Orth, Ulli, deutscher Jazz-Saxophonist, Klarinettist, Flötist und Komponist
- Orth, Wigand (1537–1566), deutscher evangelischer Theologe
- Orth, Wolfgang (1944–2017), deutscher Althistoriker
- Orth, Zacharias († 1579), deutscher Klassischer Philologe, Pädagoge und neulateinischer Dichter des Deutschen Humanismus
- Orth, Zak (* 1970), US-amerikanischer Schauspieler
- Orth-Guttmann, Renate (* 1935), deutsche Übersetzerin
- Orthagnes, indischer König
- Orthagoras, Tyrann in der peloponnesischen Polis Sikyon
- Ortheil, Hanns-Josef (* 1951), deutscher SchriftstellerHanns-Josef Ortheil (* 1951)

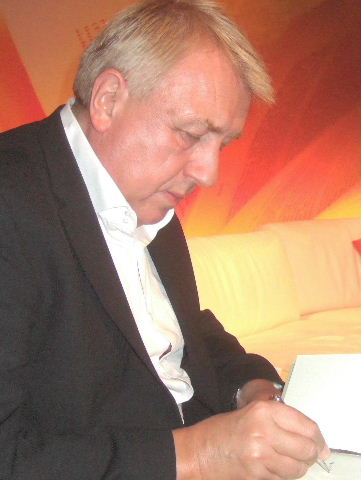
Hanns-Josef Ortheil (* 1951)

- Orthen, Guido (* 1966), deutscher Kommunalpolitiker (CDU) und Bürgermeister
- Orthen, Norbert (* 1948), deutscher Herausgeber und Redakteur
- Orthey, Harald (* 1968), deutscher Politiker (CDU), MdB
- Orthmann, Erich (1894–1945), deutscher Dirigent und Generalmusikdirektor
- Orthmann, Ernst (1859–1922), deutscher Gynäkologe
- Orthmann, Eva (* 1970), deutsche Iranistin
- Orthmann, Felix (* 1996), deutscher Volleyballspieler
- Orthmann, Hanna (* 1998), deutsche VolleyballspielerinHanna Orthmann (* 1998)

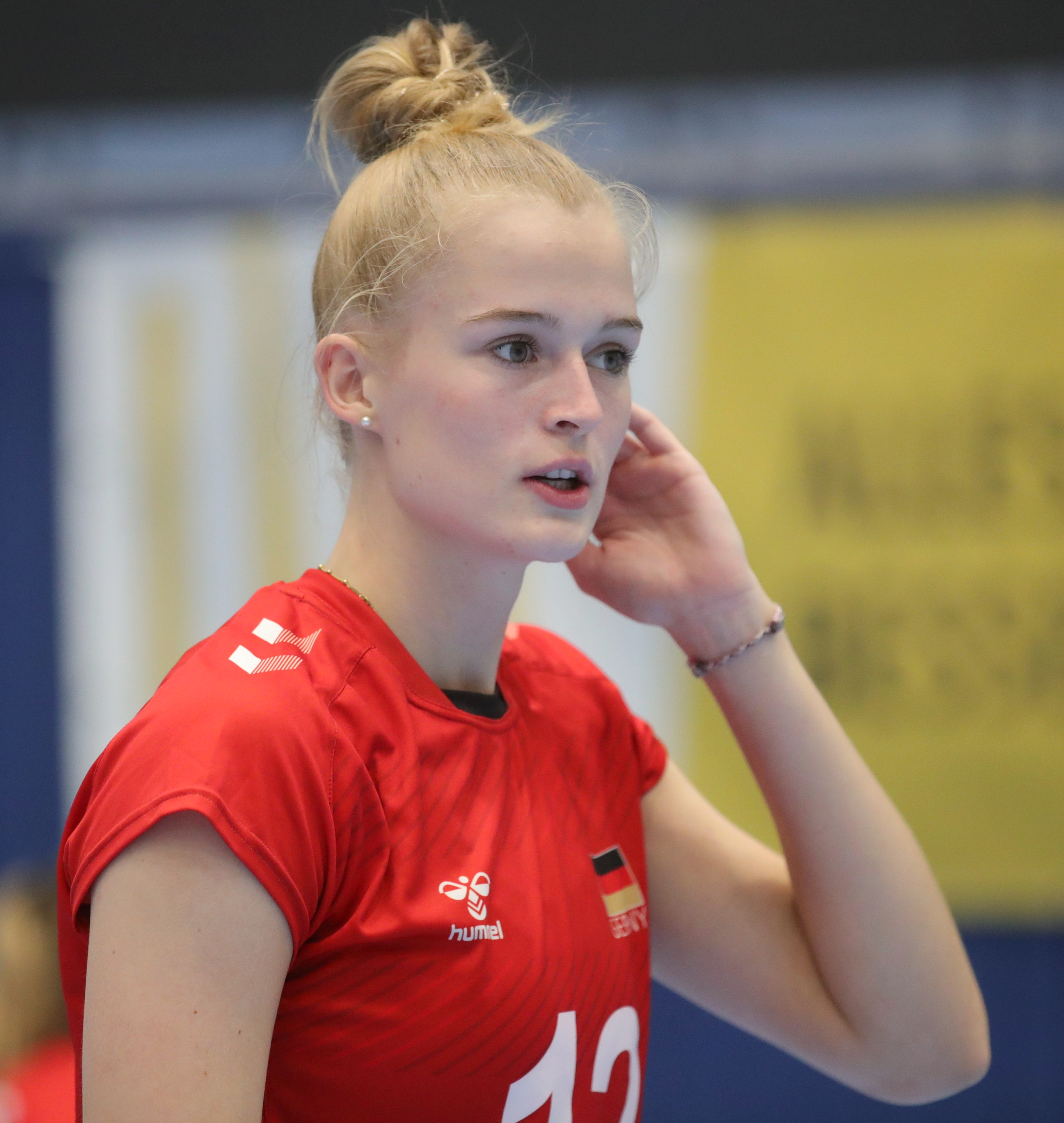
Hanna Orthmann (* 1998)

- Orthmann, Hans-Jürgen (* 1954), deutscher Langstreckenläufer
- Orthmann, Winfried (1935–2024), deutscher Vorderasiatischer Archäologe
- Orthner, Angela (* 1948), oberösterreichische Landtagspräsidentin
- Orthofen, Johann Ernst von (1667–1741), 15. Propst von Stift Pöllau in der Steiermark
- Orthofer, Peter (1940–2008), deutsch-österreichischer Journalist, Schriftsteller und Kabaretttexter
- Orthofer, Willi (1950–2010), österreichischer Musiker
- Orths, Birgit E. (* 1965), deutsche Steuerfahnderin
- Orths, Markus (* 1969), deutscher Schriftsteller
- Orthuber, Karl (1928–2009), österreichischer Autorennfahrer und Unternehmer
- Orthwein, Heinrich (1900–1983), deutscher Landrat
- Orthwein, William (1881–1955), US-amerikanischer Schwimmer, Wasserballspieler und Anwalt

### Orti
- Orti, Guillaume (* 1969), französischer Jazzsaxophonist
- Ortiagon, Fürst der galatischen Tolistobogier
- Ortiga, Jorge (* 1944), portugiesischer Geistlicher, römisch-katholischer Erzbischof von Braga
- Ortigão, José Duarte Ramalho (1836–1915), portugiesischer Dichter
- Ortigão, Lourenço (* 1989), portugiesischer Schauspieler und Model
- Ortigari, Wilmar (1917–2005), brasilianischer Politiker
- Ortigosa, Javier (* 1982), spanischer Handballspieler
- Ortigoza, José (* 1987), paraguayischer Fußballtorhüter
- Ortigoza, Napoleón (1932–2006), paraguayischer Offizier und politischer Gefangener
- Ortigoza, Néstor (* 1984), paraguayischer Fußballspieler
- Ortil, Hajo (1905–1983), deutscher AutorHajo Ortil (1905–1983)

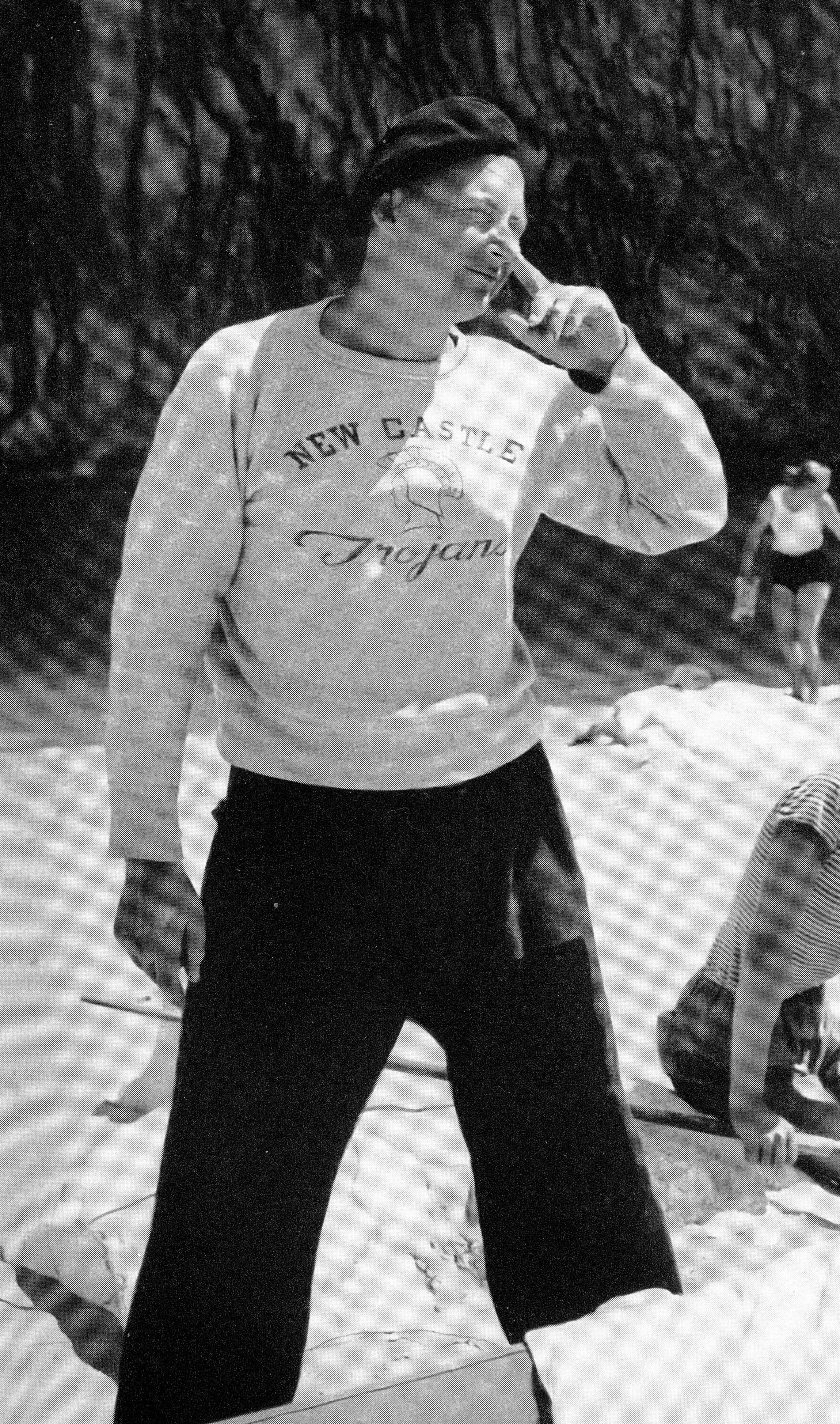
Hajo Ortil (1905–1983)

- Ortinau, Gerhard (* 1953), deutscher Schriftsteller
- Ortio, Joni (* 1991), finnischer Eishockeytorwart
- Ortiqboyeva, Hilola (* 2005), usbekische Judoka und Kurashistin
- Ortiqov, Rifat (* 1983), usbekischer Zehnkämpfer
- Ortiqova, Svetlana (* 1962), usbekische Juristin und Senatorin
- Ortis, Jean, spanischer Bildhauer
- Ortis, Venanzio (* 1955), italienischer Langstreckenläufer
- Ortisi, Salvatore (* 1965), deutscher Provinzialrömischer Archäologe
- Ortíz Aguirre, Armando António (* 1952), mexikanischer Geistlicher, Bischof von Ciudad Lázaro Cárdenas
- Ortíz Armengol, Federico (1898–1975), mexikanischer Politiker, Arzt und Hochschullehrer
- Ortiz Arrieta, Octavio (1878–1958), peruanischer römisch-katholischer Geistlicher, Bischof von Chachapoyas (1921–1958)
- Ortiz Benítez, Héctor (* 1928), mexikanischer Fußballspieler
- Ortiz Bernal, José (* 1977), spanischer Fußballspieler
- Ortiz Camargo, Guillermo (1939–2009), mexikanischer Fußballspieler
- Ortiz Carrillo, Guillermo Álvaro (1924–2000), kolumbianischer römisch-katholischer Geistlicher, Bischof von Garagoa
- Ortiz de Domínguez, Josefa (1773–1829), mexikanische Nationalheldin
- Ortiz de Landázuri Fernández de Heredia, Guadalupe (1916–1975), spanische römisch-katholische Professorin und Mitglied der Personalprälatur Opus Dei
- Ortiz de Retes, Íñigo, spanischer Seefahrer
- Ortiz de Rozas, Domingo (1683–1756), Gouverneur von Chile
- Ortiz de Urbina, Bautista (* 1985), argentinischer Polospieler
- Ortiz de Vilhegas, Diogo (1457–1519), portugiesischer Kosmograph, Theologe und Bischof spanischer Herkunft
- Ortiz de Villate, Alfonso, peruanischer Maler der Düsseldorfer Schule
- Ortiz de Zárate, Juan, argentinischer Komponist
- Ortiz de Zárate, Juan († 1576), spanischer Konquistador
- Ortiz de Zárate, Julio (1885–1946), chilenischer Maler und Bildhauer
- Ortiz de Zárate, Manuel (1887–1946), chilenischer Maler
- Ortiz Echagüe, José (1886–1980), spanischer Ingenieur, Pilot und Fotograf
- Ortiz Fernández, Fernando (1881–1969), kubanischer Wissenschaftler, Politiker und Jurist
- Ortiz García, Pablo (* 1952), ecuadorianischer Diplomat
- Ortíz Garza, Nazario S. (1893–1991), mexikanischer Politiker und Manager
- Ortiz Gomez, Melissa (* 1982), spanische Tänzerin in der Sparte Lateinamerikanische Tänze
- Ortiz Hernán, Gustavo (1920–1978), mexikanischer Botschafter
- Ortiz Lajous, Jaime (1932–2017), mexikanischer Architekt
- Ortiz Maldonado, Federico (1942–2013), mexikanischer Fußballspieler
- Ortiz Mancía, Alfredo (1910–2009), salvadorianischer Anwalt und Politiker
- Ortiz Martínez, Guillermo (* 1948), mexikanischer Bankier und Politiker
- Ortiz Mena, Antonio (1908–2007), mexikanischer Politiker und Bankmanager
- Ortiz Monasterio Castellanos, Ángel Luis (* 1942), mexikanischer Botschafter
- Ortiz Monasterio, Jaime (1928–2001), mexikanischer Architekt
- Ortiz Monasterio, Luis (1906–1990), mexikanischer Bildhauer
- Ortiz Monasterio, Manuel (1887–1967), mexikanischer Architekt
- Ortiz Mondragón, Guillermo (1947–2021), mexikanischer Geistlicher, römisch-katholischer Bischof von Cuautitlán
- Ortiz Nuevo, José Luis (* 1948), spanischer Regisseur, Leiter von Bühnenveranstaltungen, Impresario, Dichter und Sachbuchautor des Flamenco
- Ortiz Orzúa, Dominga (1792–1875), venezolanische Primera dama
- Ortiz Rolón, Zacarías (1934–2020), paraguayischer Ordensgeistlicher und römisch-katholischer Bischof von Concepción en Paraguay
- Ortiz Rubio, Pascual (1877–1963), mexikanischer Politiker
- Ortiz Ruiz, Mario (* 1989), spanischer Fußballspieler
- Ortiz Suárez, Isan Reynaldo (* 1980), kubanischer Schachspieler
- Ortiz Tirado, Alfonso (1893–1960), mexikanischer Arzt und Sänger
- Ortiz Tirado, José María (1894–1968), mexikanischer Botschafter
- Ortiz Torres, Rubén (* 1964), mexikanischer Fotograf, Maler, Grafiker, Video- und Multimediakünstler
- Ortiz Vallejos, Mario Sergio (1929–2006), chilenischer Fußballspieler
- Ortiz Vilella, Eva (* 1975), spanische Politikerin (Partido Popular), MdEP
- Ortíz y López, José Guadalupe (1867–1951), mexikanischer Geistlicher und römisch-katholischer Erzbischof von Monterrey
- Ortíz, Alberto (* 1923), uruguayischer Moderner Fünfkämpfer
- Ortiz, Alonso (1445–1507), kastilischer Humanist und Autor
- Ortiz, Álvaro (* 1978), mexikanischer Fußballspieler
- Ortiz, Ana (* 1971), US-amerikanische SchauspielerinAna Ortiz (* 1971)

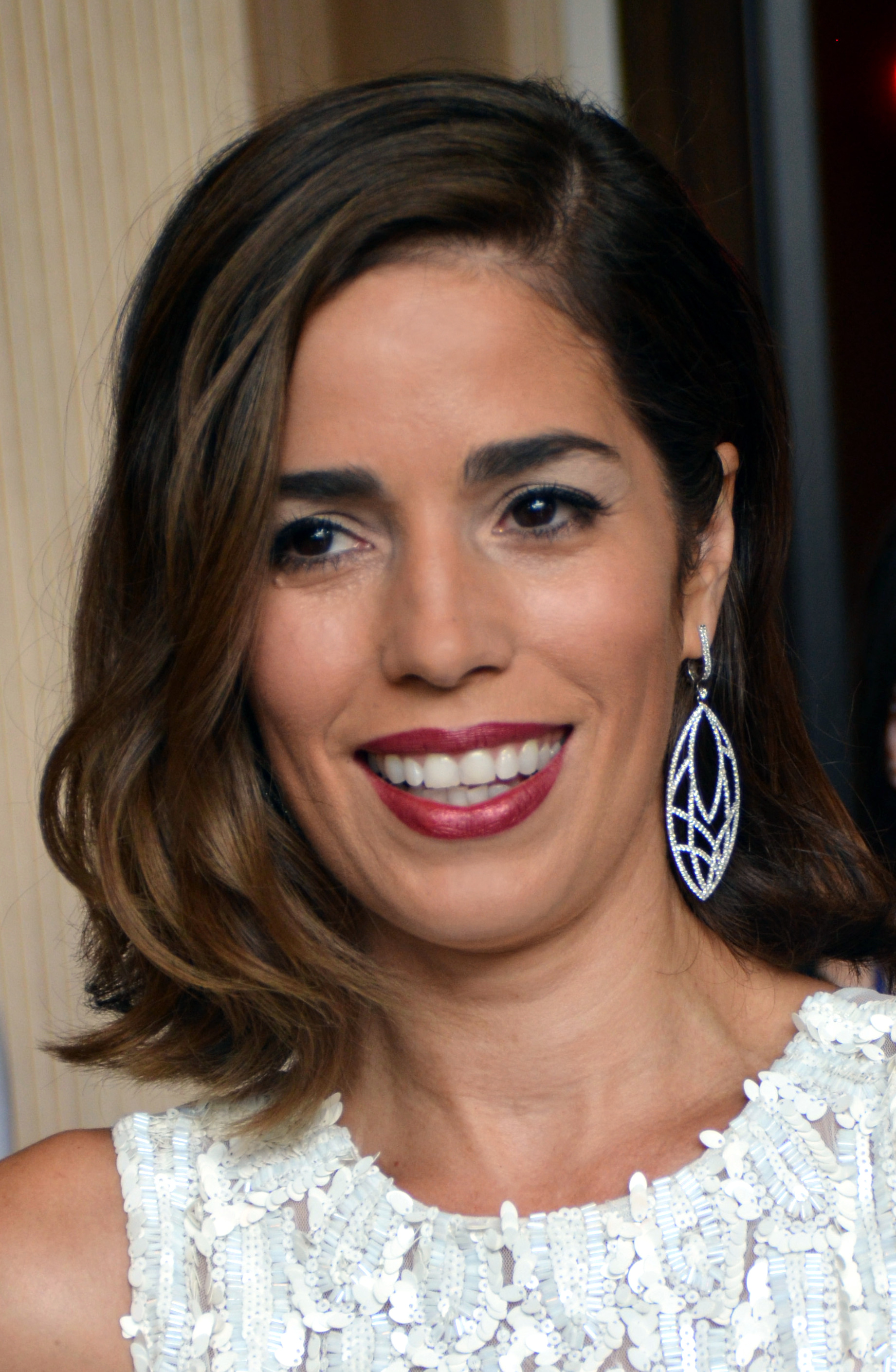
Ana Ortiz (* 1971)

- Ortiz, Ángel (* 1977), paraguayischer Fußballtorhüter
- Ortiz, Angélica (1924–1996), mexikanische Filmproduzentin und Drehbuchautorin
- Ortiz, Antonio (* 2001), paraguayischer Speerwerfer
- Ortiz, Arturo (* 1966), spanischer Hochspringer
- Ortiz, Aruán (* 1973), kubanischer Jazzpianist
- Ortiz, Beatriz (* 1995), spanische Wasserballspielerin
- Ortiz, Carla (* 1976), bolivianische Schauspielerin
- Ortiz, Carlos (1936–2022), puerto-ricanischer Boxer
- Ortiz, Carlos Rodrigo (1851–1902), mexikanischer Politiker
- Ortiz, Celso (* 1989), paraguayischer Fußballspieler
- Ortiz, César (* 1989), spanischer Fußballspieler
- Ortiz, Christopher (* 1995), paraguayischer Leichtathlet
- Ortiz, Ciriaco (1905–1970), argentinischer Bandoneonist, Bandleader und Tangokomponist
- Ortiz, Coralys (* 1985), puerto-ricanische Speerwerferin
- Ortiz, Cristina (* 1950), englische klassische Pianistin
- Ortiz, Daniel, mexikanischer Fußballspieler
- Ortiz, Danny (1976–2004), guatemaltekischer Fußballspieler
- Ortiz, David (* 1975), dominikanisch-amerikanischer Baseballspieler in der Major LeagueDavid Ortiz (* 1975)

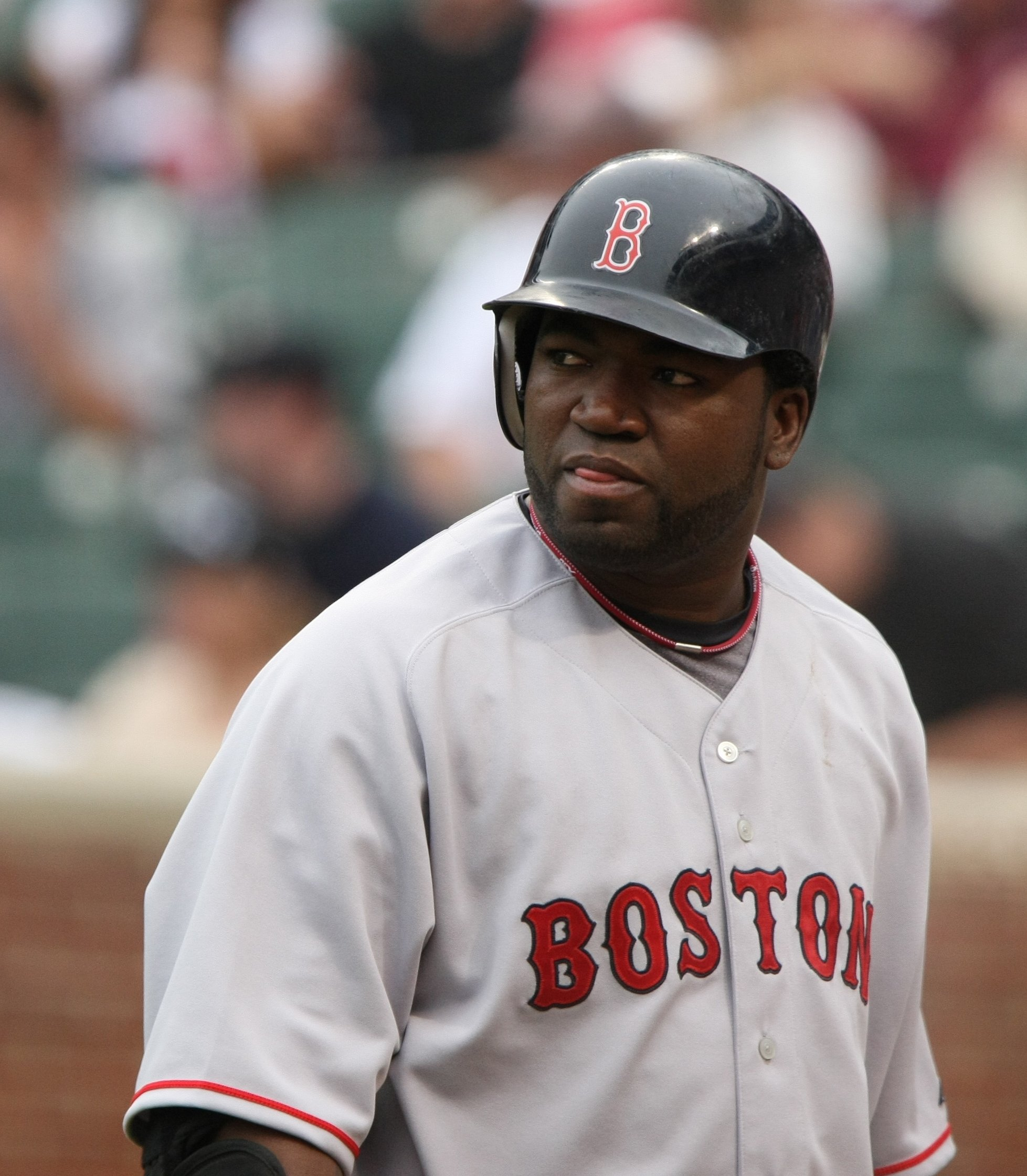
David Ortiz (* 1975)

- Ortiz, Dayanira (* 1998), ecuadorianische Sprinterin
- Ortiz, Dianna (1958–2021), US-amerikanische römisch-katholische Ordensschwester, guatemaltekisches Folteropfer
- Ortiz, Diego, spanischer Komponist
- Ortiz, Dilan (* 2000), kolumbianischer Fußballspieler
- Ortiz, Elaine, puerto-ricanische Opernsängerin (Solist) in der Stimmlage Sopran
- Ortiz, Elín (1934–2016), puerto-ricanischer Fernsehproduzent und Schauspieler
- Ortiz, Eric (* 1977), mexikanischer Boxer im Halbfliegengewicht
- Ortiz, Felipe (* 1963), bolivianischer Automobilrennfahrer
- Ortíz, Fidel (1908–1975), mexikanischer Boxer
- Ortiz, Florencia (* 1971), argentinische Schauspielerin und Sängerin
- Ortiz, Frank V., Jr. (1926–2005), US-amerikanischer Diplomat
- Ortiz, Freddy (1938–2018), US-amerikanischer Bodybuilder
- Ortiz, Gabriela (* 1964), mexikanische Komponistin
- Ortíz, Gerardo (* 1989), US-amerikanischer Sänger mexikanischer Musik
- Ortiz, Gisela (* 1972), peruanische kaufmännische Fachwirtin, Menschenrechtsaktivistin und Politikerin
- Ortiz, Horacio, mexikanischer Fußballspieler
- Ortiz, Humberto (* 1979), US-amerikanischer Kinderdarsteller, Schauspieler und Synchronsprecher
- Ortíz, Idalys (* 1989), kubanische Judoka
- Ortíz, Ignacio (* 1987), argentinischer Hockeyspieler
- Ortiz, Jaina Lee (* 1986), amerikanische Schauspielerin
- Ortiz, Jantony (* 1994), puerto-ricanischer Boxer
- Ortiz, Joell (* 1980), US-amerikanischer Rapper
- Ortiz, Johanna (* 1973), kolumbianische Modedesignerin
- Ortiz, John (* 1968), US-amerikanischer SchauspielerJohn Ortiz (* 1968)

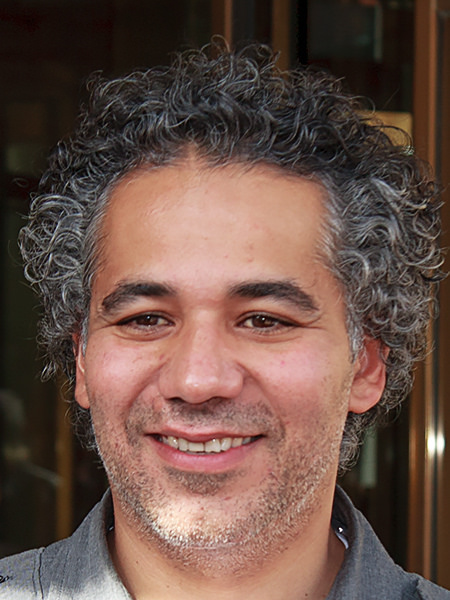
John Ortiz (* 1968)

- Ortiz, Jorge (1912–1989), argentinischer Tangosänger
- Ortiz, Jorge (* 1984), argentinischer Fußballspieler
- Ortiz, Jorge (* 2004), chilenischer Fußballspieler
- Ortiz, José (1932–2013), spanischer Comiczeichner
- Ortiz, José (* 2000), guatemaltekischer Leichtathlet
- Ortiz, José Luis (* 1985), bolivianischer Fußballspieler
- Ortiz, Joseph (1917–1995), französischer Wirt, Mitbegründer der Organisation de l’armée secrète (OAS)
- Ortiz, Juan, spanischer Soldat und Konquistador
- Ortiz, Juan Laurentino (1896–1978), argentinischer Lyriker und Schriftsteller
- Ortíz, Juan Manuel (* 1982), uruguayischer Fußballspieler
- Ortiz, Juanma (* 1982), spanischer Fußballspieler
- Ortiz, Léo (* 1996), brasilianischer Fußballspieler
- Ortiz, Luis (* 1965), puerto-ricanischer Boxer
- Ortiz, Luis (* 1979), kubanischer Boxer
- Ortiz, Malena (* 1997), spanisch-aserbaidschanische Fußballspielerin
- Ortiz, Manuel (1916–1970), US-amerikanischer Boxer
- Ortiz, Manuel Antonio, Präsident von Paraguay
- Ortiz, Manuel Jesús, chilenischer Fußballspieler
- Ortiz, Marcial (1910–2007), mexikanischer Fußballspieler
- Ortíz, Marco (* 1988), mexikanischer Fußballschiedsrichter
- Ortiz, Mariano (1944–2022), puerto-ricanischer Basketballspieler
- Ortiz, Matilde (* 1990), spanische Wasserballspielerin
- Ortiz, Melissa (* 1990), kolumbianisch-US-amerikanische Fußballspielerin
- Ortiz, Michael (* 1954), US-amerikanischer Ingenieurwissenschaftler.
- Ortíz, Mirna (* 1987), guatemaltekische Leichtathletin
- Ortiz, Nadya (* 1986), kolumbianische Schachspielerin
- Ortiz, Neira (* 1993), puerto-ricanische Volleyballspielerin
- Ortiz, Néstor (* 1968), kolumbianischer Fußballspieler
- Ortiz, Omar (* 1976), mexikanischer Fußballtorhüter
- Ortiz, Ornelis (* 2004), venezolanische Leichtathletin
- Ortiz, Oscar (* 1953), argentinischer Fußballspieler
- Ortíz, Pedro (* 1990), ecuadorianischer Fußballtorhüter
- Ortiz, Ramiro (1879–1947), italienischer Romanist, Italianist, Hispanist, Rumänist und Komparatist, der in Italien und in Rumänien wirkte
- Ortíz, Ricardo (* 1957), uruguayischer Fußballspieler und -trainer
- Ortiz, Roberto María (1886–1942), argentinischer Präsident
- Ortiz, Rudy (1963–2014), guatemaltekischer Generalstabschef
- Ortiz, Samara (* 1997), spanisch-aserbaidschanische Fußballspielerin
- Ortiz, Sebastián (* 1977), uruguayischer Leichtathlet
- Ortiz, Sergio Elías (1894–1978), kolumbianischer Historiker und konservativer Politiker
- Ortiz, Shalim (* 1979), puerto-ricanischer Sänger
- Ortiz, Silvia (* 1992), ecuadorianische Langstreckenläuferin
- Ortiz, Solomon P. (* 1937), US-amerikanischer Politiker
- Ortiz, Sonja (* 1988), deutsche Schauspielerin, Sprecherin und Regisseurin
- Ortiz, Stiver (* 1980), kolumbianischer Straßenradrennfahrer
- Ortiz, Tatiana (* 1984), mexikanische Wasserspringerin
- Ortiz, Tito (* 1975), US-amerikanischer Mixed-Martial-Arts-Kämpfer
- Ortiz, Victor (* 1987), US-amerikanischer Boxer
- Ortiz-Echagüe, César (* 1927), spanischer Architekt, römisch-katholischer Prälat

### Ortk
- Ortkemper, Franz-Josef (1939–2021), deutscher Bibelwissenschaftler

### Ortl
- Ortleb, Josephine (* 1986), deutsche Politikerin (SPD), MdBJosephine Ortleb (* 1986)

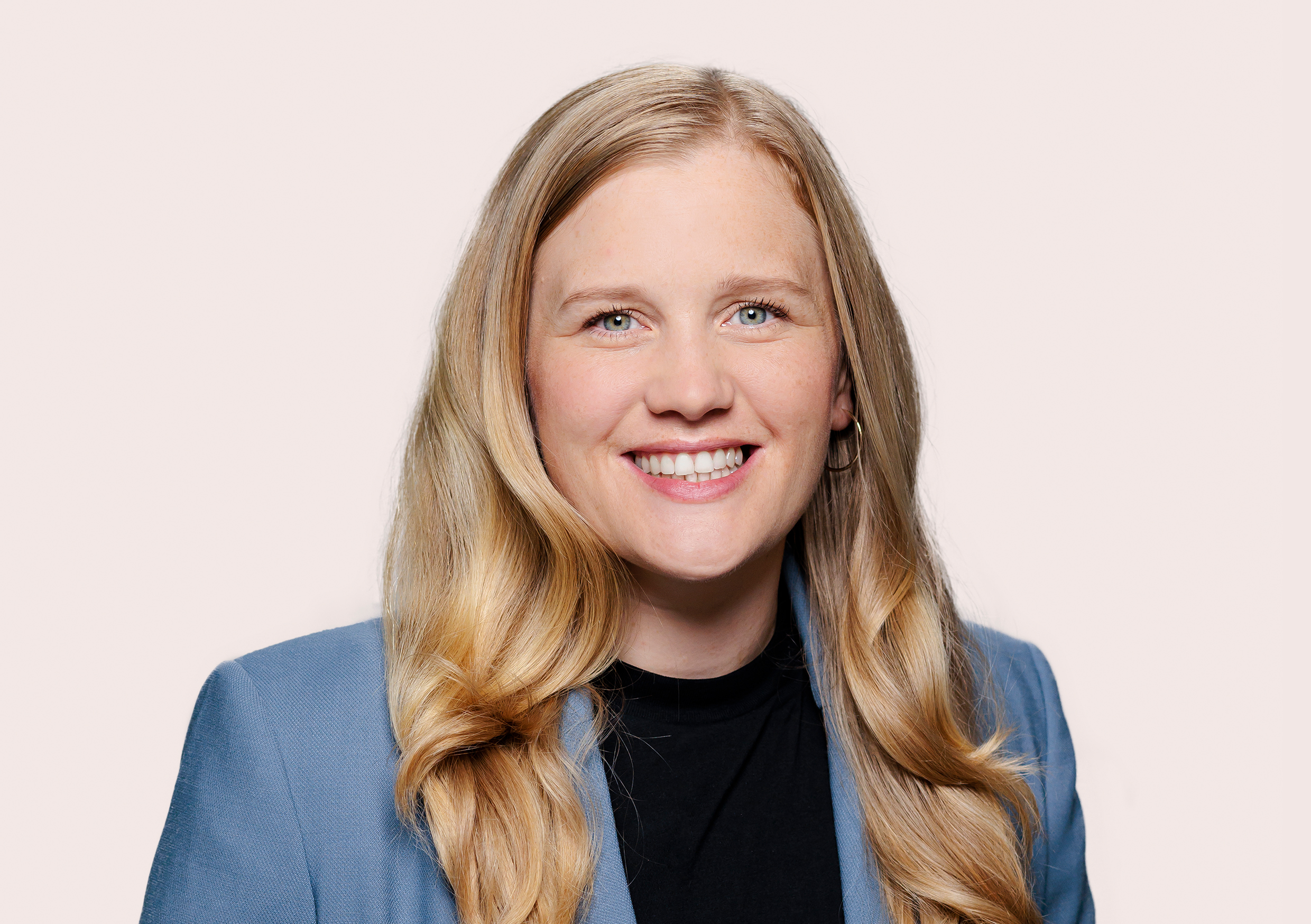
Josephine Ortleb (* 1986)

- Ortleb, Rainer (* 1944), deutscher Politiker (LDPD/FDP), MdV, MdB
- Ortlechner, Manuel (* 1980), österreichischer Fußballspieler
- Ortlep, Friedrich († 1637), deutscher Jurist, braunschweig-wolfenbüttelscher Gerichtssekretär, Notar und Buchautor
- Ortlepp, Anke (* 1968), deutsche Historikerin
- Ortlepp, Christian (* 1972), deutscher Medienberater und ehemaliger Sportjournalist und Moderator
- Ortlepp, Ernst (1800–1864), deutscher Dichter des Vormärz
- Ortlepp, Gunar (1929–2011), deutscher Journalist und Autor
- Ortlepp, Lucy (1883–1943), deutsche Malerin jüdischer Abstammung
- Ortlepp, Paul (1878–1945), Bibliothekar
- Ortlepp, Regine, deutsche Diplom-Ingenieurin
- Ortlepp, Reinhold Johannes (1894–1964), südafrikanischer Zoologe und Helminthologe
- Ortlepp, Rudolf (1909–1942), deutscher nationalsozialistischer Studentenschaftsfunktionär
- Ortlepp, Walter (1900–1971), deutscher Politiker (NSDAP), SS-Brigadeführer, Innenminister von Thüringen, MdR
- Ortler, Gerd Hermann (* 1983), italienischer Jazzmusiker, Komponist und Dirigent
- Ortler, Thomas (* 1993), italienischer Koch und Fachbuchautor
- Ortlieb von Frohburg († 1164), Bischof von Basel
- Ortlieb, Claus Peter (1947–2019), deutscher Mathematiker, wissenschafts- und gesellschaftskritischer Autor und Redakteur der Zeitschrift EXIT!
- Ortlieb, Cornelia (* 1967), deutsche Literaturwissenschaftlerin und Hochschullehrerin
- Ortlieb, Friedrich (1839–1909), deutscher Maler
- Ortlieb, Heinz-Dietrich (1910–2001), deutscher Ökonom
- Ortlieb, Henry F. (1869–1936), Präsident der Henry F. Ortlieb Brewing Company
- Ortlieb, Johann Nepomuk (1794–1851), deutscher Porträtmaler
- Ortlieb, Joseph Emanuel von (1754–1823), Stadtschultheiß Ravensburgs
- Ortlieb, Markus (* 1980), deutscher Fußballspieler
- Ortlieb, Nina (* 1996), österreichische Skirennläuferin
- Ortlieb, Patrick (* 1967), österreichischer Skirennläufer und Politiker (FPÖ), Abgeordneter zum Nationalrat
- Ortlieb, Renate (* 1969), österreichische Ökonomin nd Hochschullehrer
- Ortlieb, Trupert (1839–1911), deutscher Brauer
- Ortlob, Johann Friedrich (1661–1700), schlesischer Mediziner
- Ortlob, Karl (1628–1678), deutscher evangelischer Geistlicher, Kirchenlieddichter
- Ortloff, Friedrich (1797–1868), deutscher Jurist, Präsident des Oberappellationsgericht in Jena
- Ortloff, Hagen von (* 1949), deutscher FernsehmoderatorHagen von Ortloff (* 1949)

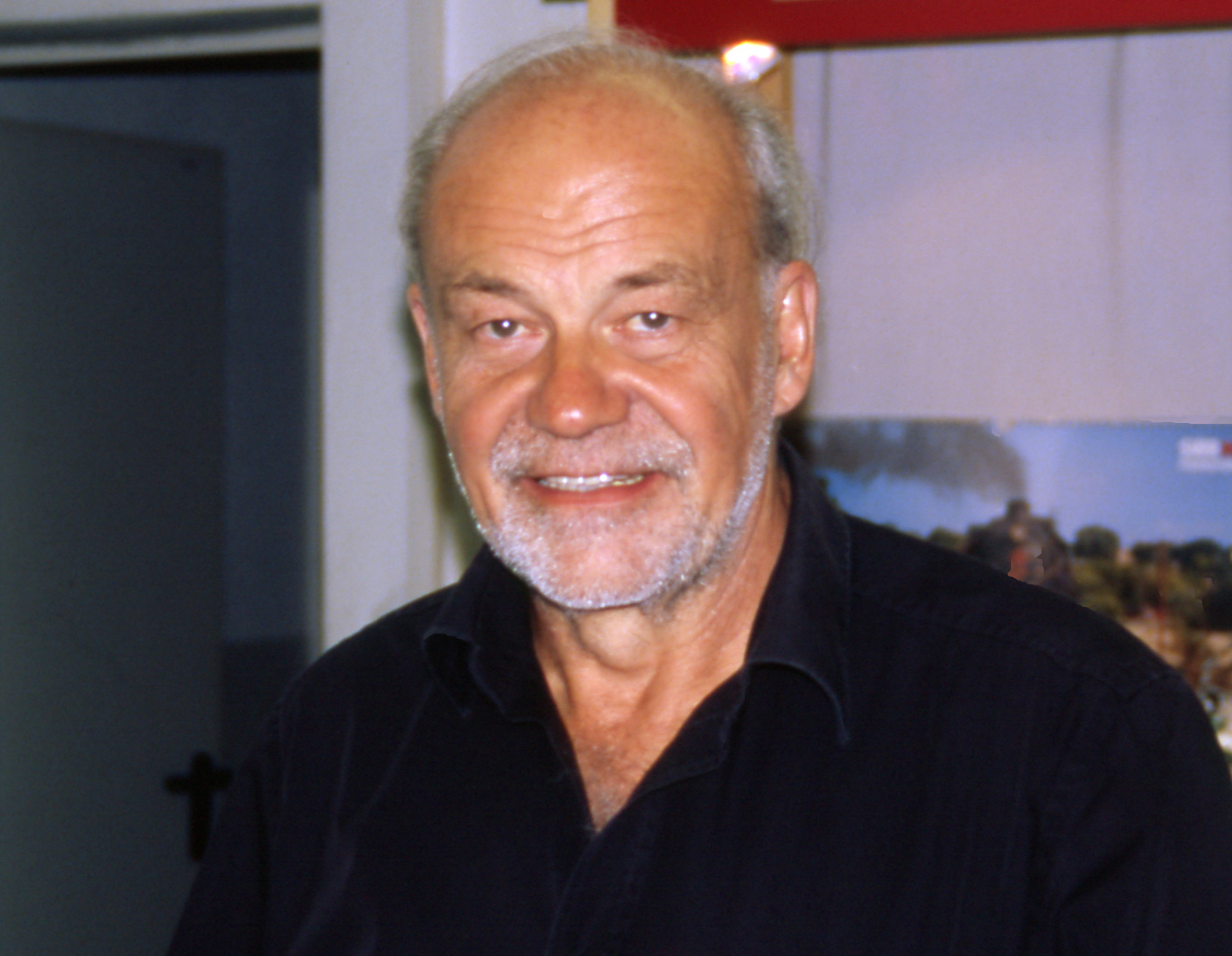
Hagen von Ortloff (* 1949)

- Ortloff, Konstantin (1913–2003), deutscher Aktivist der Homophilenbewegung, Journalist
- Ortloff, Siegfried (1915–1999), deutscher Politiker (SPD) und Mitarbeiter des SPD-Parteivorstands
- Ortloph, August (1882–1964), deutscher Ingenieur und Branddirektor
- Ortloph, Klement (1890–1973), deutscher Politiker (CSU) und Mitglied des Bayerischen Landtags
- Ortlund, Dane (* 1978), US-amerikanischer presbyterianischer Pastor und Autor
- Ortlund, Eric Nels, US-amerikanischer Theologe und Hochschullehrer
- Ortlund, Gavin (* 1983), US-amerikanischer baptistischer Autor

### Ortm
- Ortmair, Arno (* 1947), deutscher Filmproduzent
- Ortmann, Arnold Edward (1863–1927), deutsch-US-amerikanischer Zoologe
- Ortmann, Bruno (1914–2004), deutscher Maler und Graphiker
- Ortmann, Charlotte (* 1985), deutsche Jazzmusikerin (Saxophon, Querflöte)
- Ortmann, Edwin (1941–2023), deutscher Schriftsteller und Übersetzer
- Ortmann, Friedhelm (1927–1990), deutscher Hörspiel- und Theaterregisseur
- Ortmann, Gerhard (* 1921), deutscher DBD-Funktionär, MdV
- Ortmann, Gunnar (1947–2021), dänischer Diplomat
- Ortmann, Günter (1916–2002), deutscher Handballspieler
- Ortmann, Günther (* 1945), deutscher Betriebswirtschaftler
- Ortmann, Gustav (1904–1979), deutscher SS-Arzt
- Ortmann, Hartmut (* 1965), deutscher Basketballspieler
- Ortmann, Hedwig (* 1937), deutsche Bildungs- und Erziehungswissenschaftlerin und Hochschullehrerin
- Ortmann, Helmuth (1889–1953), deutscher Schriftsteller und Drehbuchautor
- Ortmann, Henrik (* 1979), deutscher Handballspieler
- Ortmann, Kai (* 1978), deutscher Schlagzeuger, Lehrbuchautor und Musikschulgründer
- Ortmann, Karl (1859–1914), deutscher Politiker, Oberbürgermeister von Koblenz (1900–1914)
- Ortmann, Kira (* 1993), deutsche Journalistin und Moderatorin
- Ortmann, Konrad (1867–1941), deutscher Politiker (NLP), Gymnasialprofessor und Mitglied des Deutschen Reichstags
- Ortmann, Kurt (1931–2010), belgischer Politiker der Christlich Sozialen Partei
- Ortmann, Mike David (* 1999), deutscher Automobilrennfahrer
- Ortmann, Olaf (* 1959), deutscher Gynäkologe und Geburtshelfer
- Ortmann, Oliver (* 1967), deutscher PoolbillardspielerOliver Ortmann (* 1967)

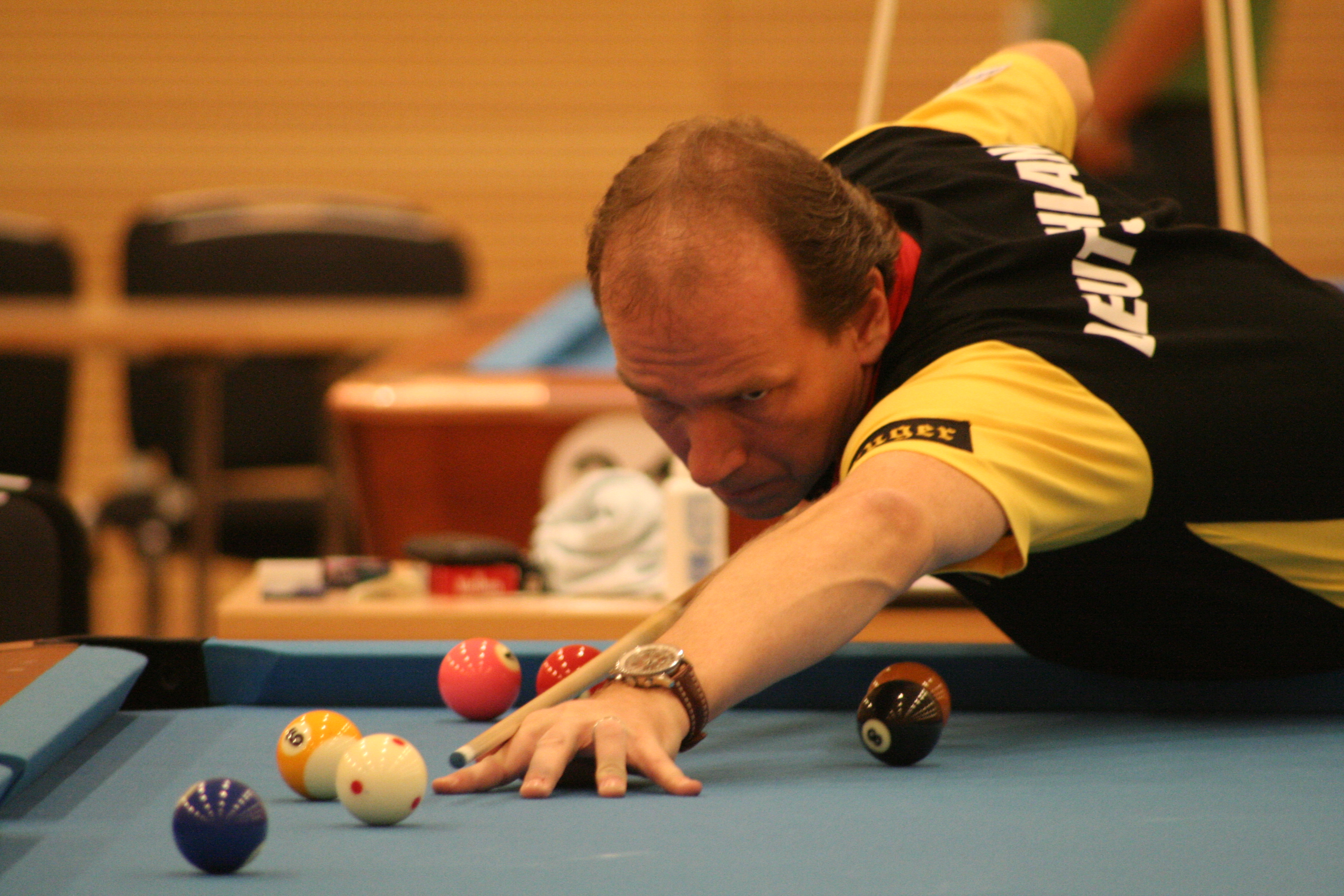
Oliver Ortmann (* 1967)

- Ortmann, Peter Heinrich (1892–1953), deutscher Komponist, Chorleiter und Musiklehrer
- Ortmann, Rudolf (1874–1939), österreichischer Pädagoge, Schulleiter und Ministerialbeamter
- Ortmann, Siegbert (* 1940), deutscher Politiker (CDU), MdL
- Ortmann, Siegfried (1937–2023), deutscher Bogenschütze
- Ortmann, Wilfried (1924–1994), deutscher Schauspieler und Kunstpreisträger der DDR
- Ortmann, Wolfgang (1885–1969), deutscher Gebrauchsgrafiker und Illustrator insbesondere von Notenblatt-Titelblättern
- Ortmann-Welp, Eva (* 1971), deutsche Pflegepädagogin, Psychologin und Fachbuchautorin
- Ortmanns, Wolfgang (* 1958), deutscher Wirtschaftswissenschaftler und Hochschullehrer
- Ortmayr, Herbert (* 1951), österreichischer Komponist
- Ortmayr, Petrus (1878–1958), österreichischer Benediktiner und Archivar
- Ortmeier, Josef (* 1946), deutscher Journalist
- Ortmeier, Martin (* 1955), deutscher Kunsthistoriker und AutorMartin Ortmeier (* 1955)

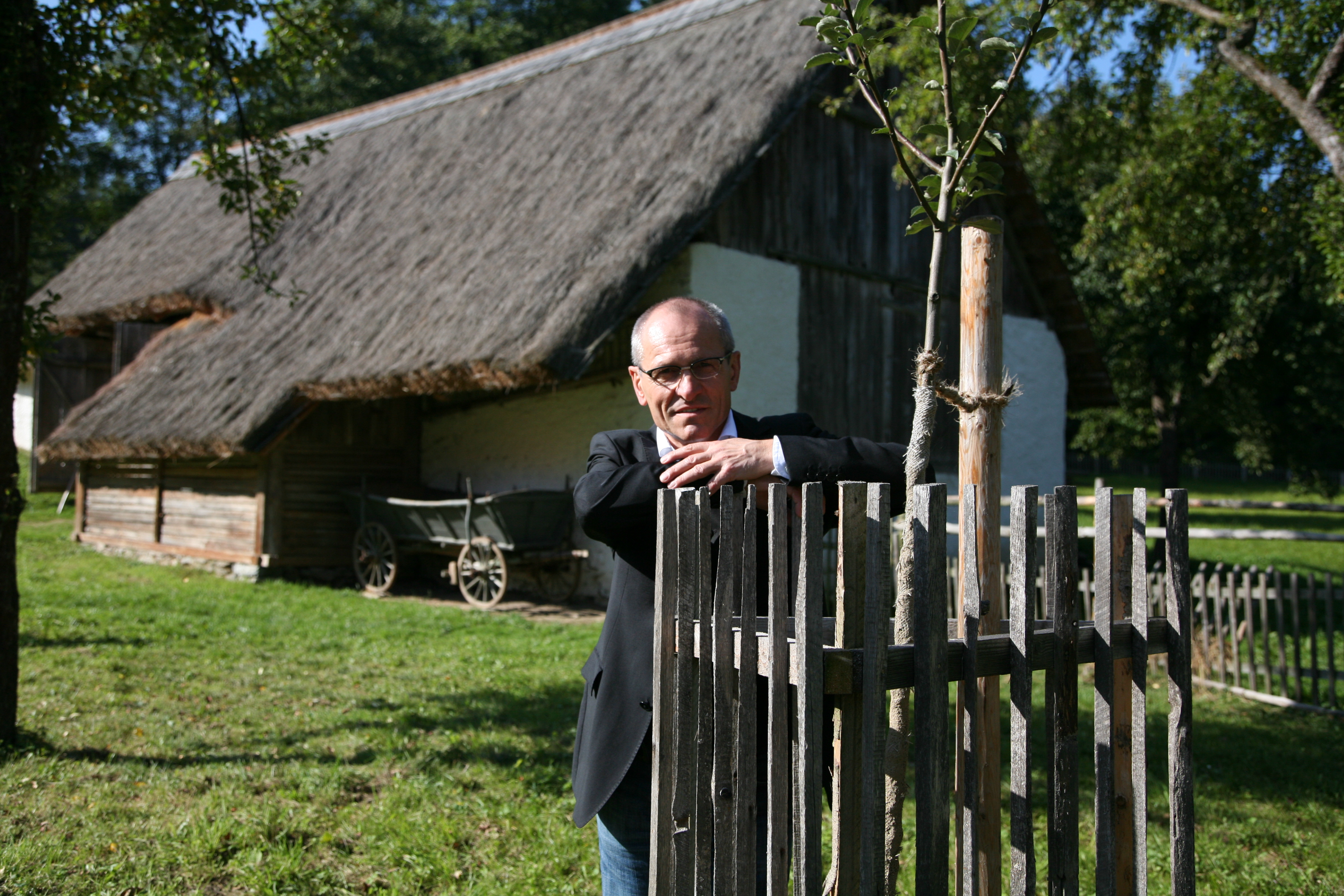
Martin Ortmeier (* 1955)

- Ortmeier, Philipp (* 1978), deutscher Komponist und Musikwissenschaftler
- Ortmeyer, Benjamin (* 1952), deutscher Pädagoge
- Ortmeyer, Jed (* 1978), US-amerikanischer Eishockeyspieler und -funktionär
- Ortmeyer, Wilhelm (1901–1972), deutscher Meteorologe
- Ortmüller, Ludwig (1859–1931), deutscher Mühlenbesitzer, Mitglied des Provinziallandtages der Provinz Hessen-Nassau
- Ortmüller, Werner (* 1945), deutscher Lyriker, Publizist und politischer Aktivist

### Ortn
- Ortner, Alfons (1907–1992), österreichischer Maler, Grafiker und Hochschullehrer
- Ortner, Andreas (* 1975), deutscher Radrennfahrer
- Ortner, Anton (1776–1862), österreichischer Architekt
- Ortner, Anton (1817–1885), österreichischer Kunsttischler
- Ortner, Benjamin (* 1983), österreichischer Basketballspieler
- Ortner, Bruno (1889–1971), österreichischer Generalleutnant im Zweiten Weltkrieg
- Ortner, Christian (* 1958), österreichischer Journalist
- Ortner, Christian (* 1969), österreichischer Militärhistoriker
- Ortner, Ernst (1914–1945), österreichischer Widerstandskämpfer im Dritten Reich
- Ortner, Erwin (* 1947), österreichischer Chorleiter und DirigentErwin Ortner (* 1947)

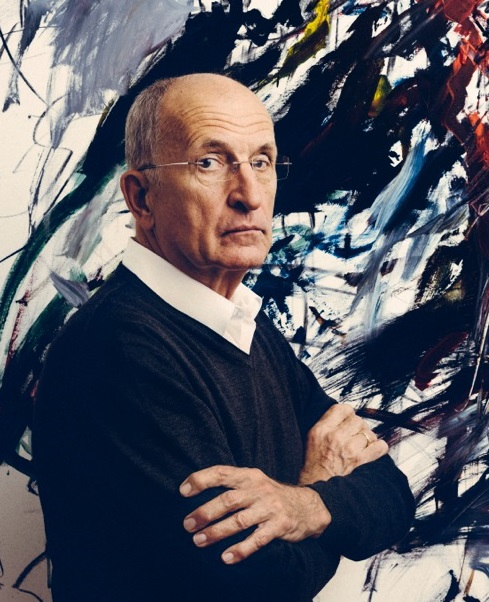
Erwin Ortner (* 1947)

- Ortner, Eugen (1890–1947), deutscher Schriftsteller
- Ortner, Franz (1905–1973), österreichischer Eisschnellläufer
- Ortner, Franz (1922–1988), österreichischer Journalist
- Ortner, Franz (* 1943), österreichischer Theologe und Professor für Kirchengeschichte
- Ortner, Gerald (* 1974), österreichischer Polizist und Verwaltungsjurist, Landespolizeidirektor der Steiermark
- Ortner, Gerhard (* 1933), österreichischer Bankmanager
- Ortner, Gerhard E. (* 1940), österreichischer Wirtschaftswissenschaftler
- Ortner, Gustav (1900–1984), österreichischer Kernphysiker
- Ortner, Gustav (1935–2022), österreichischer Diplomat
- Ortner, Hans (1943–1994), österreichisch-deutscher Maler und Bildhauer
- Ortner, Helmut (1927–2024), österreichischer Schauspieler und Begründer des Linzer Kellertheaters
- Ortner, Helmut (* 1950), deutscher Journalist, Publizist und Blattmacher
- Ortner, Hermann Heinz (1895–1956), österreichischer Schauspieler, Regisseur und Dramatiker
- Ortner, Jakob (1879–1959), österreichischer Gitarrist, Lautenist, Komponist und Musikpädagoge
- Ortner, Johannes (* 1933), österreichischer Geophysiker und Raumfahrtmanager
- Ortner, Johannes (* 1935), österreichischer Unternehmer und Autorennfahrer
- Ortner, Josef (1891–1951), preußischer Verwaltungsjurist und Landrat
- Ortner, Josef (1925–1988), österreichischer Politiker (SPÖ), Landtagsabgeordneter, Abgeordneter zum Nationalrat
- Ortner, Julia (* 1972), österreichische Journalistin
- Ortner, Karl (1899–1967), österreichisch Kunsthistoriker
- Ortner, Karl (1901–1959), deutscher Verwaltungsbeamter und Kommunalpolitiker (NSDAP)
- Ortner, Klaus (* 1960), österreichischer Schauspieler, Sprecher, Autor und Regisseur
- Ortner, Laurids (* 1941), österreichischer Architekt
- Ortner, Manfred (* 1943), österreichischer Architekt
- Ortner, Marc (* 1998), österreichischer Fußballspieler
- Ortner, Matthias (1877–1960), österreichischer Schriftsteller, römisch-katholischer Militärseelsorger und Pfarrer
- Ortner, Maximilian (* 2002), österreichischer Skispringer
- Ortner, Norbert (1865–1935), österreichischer Internist
- Ortner, Norbert (* 1988), deutscher Schauspieler und Regisseur im Bereich Theater und Film
- Ortner, Oliver (* 1968), österreichischer Journalist
- Ortner, Peter (* 1934), italienischer Biologe, Umweltschützer und Heimatpfleger (Südtirol)
- Ortner, Peter (* 1937), österreichischer Notar und Politiker (FPÖ), Abgeordneter zum Nationalrat
- Ortner, Peter (* 1983), österreichischer KlettererPeter Ortner (* 1983)

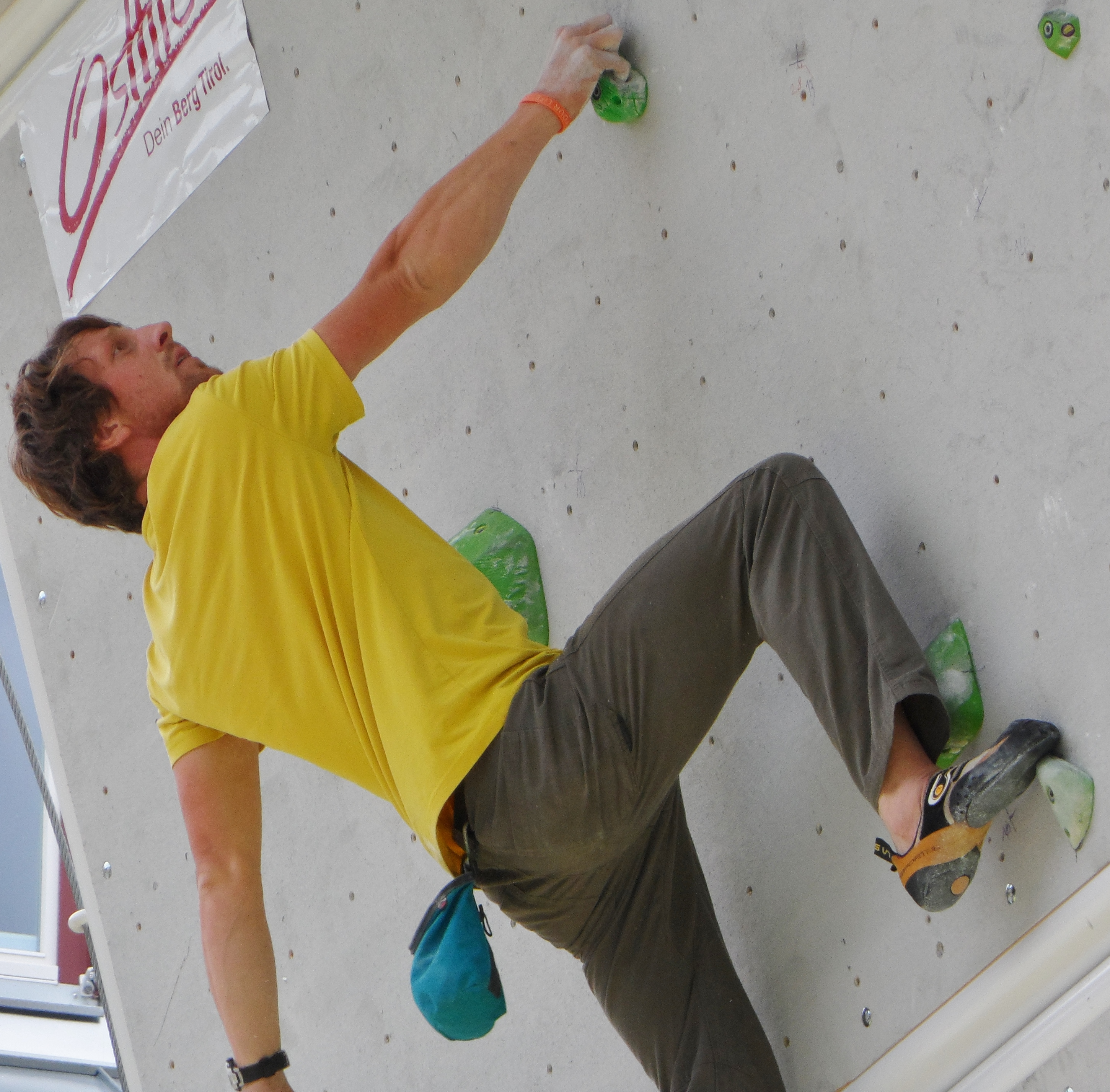
Peter Ortner (* 1983)

- Ortner, Reinhold (1930–2024), deutscher Pädagoge und christlicher Autor
- Ortner, Rudolf (1912–1997), deutscher Architekt, Baubeamter, Hochschullehrer, Maler und Fotograf
- Ortner, Sherry B. (* 1941), US-amerikanische feministische Anthropologin und Hochschullehrerin
- Ortner, Theo (1899–1966), deutscher Maler
- Ortner, Thomas (1948–2013), österreichischer Journalist
- Ortner, Wolfram (* 1960), österreichischer Skirennläufer
- Ortner-Bach, Ines (* 1981), deutsche Fußballspielerin
- Ortner-Röhr, Lotti (1931–2023), deutsche Fotografin und Bildjournalistin
- Ortner-Stassen, Melanie (* 1981), österreichische Musicaldarstellerin

### Orto
- Orto, Marbriano de († 1529), franko-flämischer Komponist und Sänger der Renaissance
- Ortolá, Adrián (* 1993), spanischer Fußballspieler
- Ortolá, Iván (* 2004), spanischer Motorradrennfahrer
- Ortolan, Eugène (1824–1891), französischer Jurist, Diplomat und Komponist
- Ortolan, Jean-Félicité-Théodore (1808–1874), französischer Seerechtsexperte
- Ortolan, Joseph-Louis-Elzéar (1802–1873), französischer Jurist und Schriftsteller
- Ortolan, Marcel Augusto (* 1981), brasilianischer Fußballspieler
- Ortolani, Bartolomeo (1839–1908), Bischof von Ascoli Piceno in Italien
- Ortolani, Leo (* 1967), italienischer Karikaturist
- Ortolani, Marino (1904–1983), italienischer Orthopäde und Kinderarzt
- Ortolani, Riz (1926–2014), italienischer Filmkomponist
- Ortolani-Tiberini, Angiolina (1834–1913), italienische Opernsängerin der Stimmlage Sopran
- Ortoleva, Vincenzo (* 1965), italienischer Altphilologe
- Ortolf von Baierland, deutscher Arzt
- Ortolf von Weißeneck († 1365), Erzbischof von Salzburg
- Ortolf, André (* 1994), deutscher Rekordhalter
- Ortolf, Stefan (* 1988), deutscher Eishockeyspieler
- Ortoli, François-Xavier (1925–2007), französischer Politiker und Geschäftsmann, Präsident der Europäischen Kommission
- Ortoli, Sven (* 1953), französischer Physiker und Wissenschaftsjournalist
- Orton, Arthur (1834–1898), australischer Metzger, der sich für einen englischen Adligen ausgab
- Orton, Beth (* 1970), britische Musikerin und Sängerin
- Orton, Bill (1948–2009), US-amerikanischer Politiker
- Orton, Bob senior (1929–2006), US-amerikanischer Wrestler
- Orton, Cowboy Bob (* 1950), US-amerikanischer WrestlerCowboy Bob Orton (* 1950)

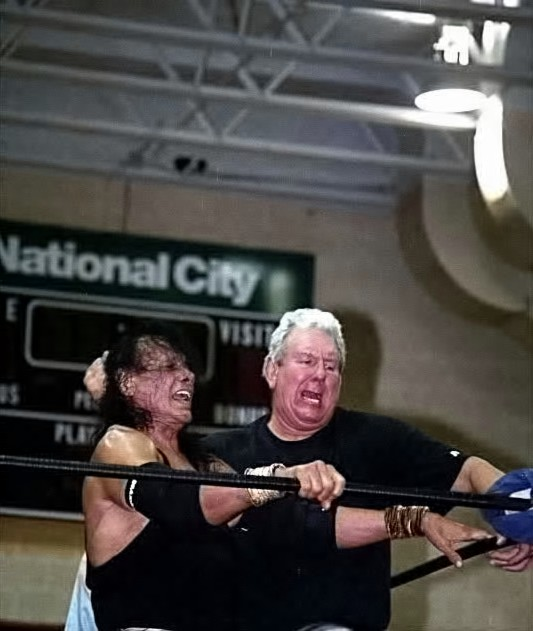
Cowboy Bob Orton (* 1950)

- Orton, Edward senior (1829–1899), US-amerikanischer Geologe
- Orton, George (1873–1958), kanadischer Leichtathlet
- Orton, Joe (1933–1967), britischer Dramatiker
- Orton, Kennedy Joseph Previté (1872–1930), britischer Chemiker
- Orton, Randy (* 1980), US-amerikanischer WrestlerRandy Orton (* 1980)

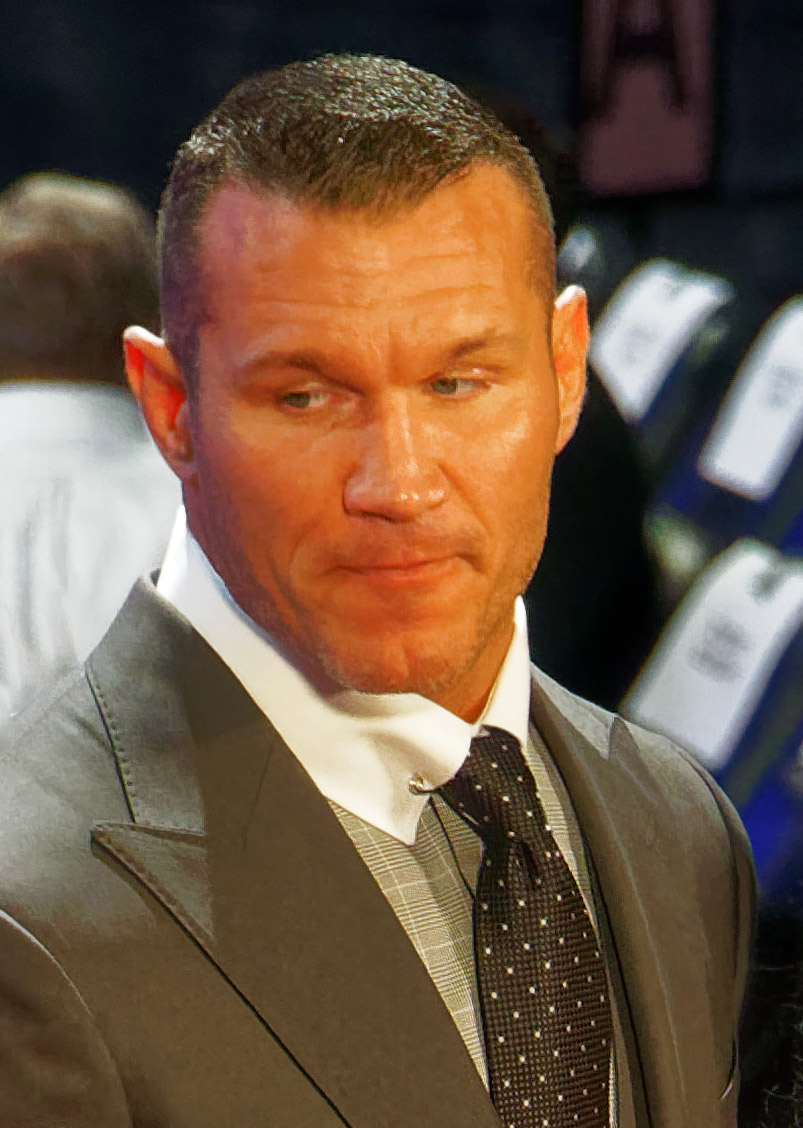
Randy Orton (* 1980)

- Orton, William (1826–1878), US-amerikanischer Regierungsbeamter und Politiker
- Ortoq († 1091), turkmenischer Statthalter des seldschukisch beherrschten Jerusalem

### Orts
- Orts, Felipe (* 1995), spanischer Radrennfahrer
- Ortseifen, Stefan (* 1950), deutscher Bankmanager
- Ortsiefer, Dionysius (1874–1946), deutscher Franziskanerpater und Domprediger
- Ortstein, Margret, deutsche Kommunalpolitikerin und ehemalige Bürgermeisterin der Stadt Aachen

### Ortt
- Ortt, Felix (1866–1959), niederländischer Autor

### Ortu
- Örtülü, Yilmaz (* 1980), deutscher Fußballspieler
- Ortuño Blasco, Fernando (1945–2015), spanischer Fußballspieler
- Ortuño, Alicia (* 1976), spanische Tennisspielerin
- Ortuño, Antonio (* 1976), mexikanischer Journalist und Schriftsteller
- Ortuño, Washington (* 1928), uruguayischer Fußballspieler
- Ortuondo Larrea, Josu (* 1948), spanischer Politiker (PNV), MdEP
- Ortúzar, Patricia (* 1975), argentinische Polarforscherin

### Ortv
- Ortvad, Erik (1917–2008), dänischer Maler, Zeichner und Mitglied der Künstlervereinigung CoBrA
- Ortvay, Theodor (1843–1916), römisch-katholischer Priester, Historiker und Publizist

### Ortw
- Ortwein, August (1836–1900), österreichischer Architekt
- Ortwein, Carlernst (1916–1986), deutscher Pianist und Komponist
- Ortwein, Johannes (1785–1860), hessischer Land- und Kreisrat
- Ortwein, Jörg Maria (* 1961), deutscher Saxofonist und Hochschulmanager
- Ortwein, Mike (* 1993), deutscher Eishockeyspieler
- Ortwig, Harald (* 1959), deutscher Ingenieur; Professor für Fluidtechnik, Hydraulik und Pneumatik
- Ortwig, Stephanie (* 1973), deutsche Schwimmerin
- Ortwin, Landschreiber der Mark Brandenburg und Propst von Berlin
- Ortwin, Maria (* 1868), österreichische Theaterschauspielerin

### Orty
- Ortynsky, Soter Stephen (1866–1916), ukrainisch griechisch-katholischer Bischof